# 宇宙世紀の登場機動兵器一覧

宇宙世紀の登場機動兵器一覧（うちゅうせいきのとうじょうきどうへいきいちらん）は、ガンダムシリーズの登場機動兵器一覧のうち宇宙世紀を世界観とする舞台に登場する兵器を挙げる。
- 特に記述のないものはモビルスーツとし、モビルアーマーなど記述の必要なものはカッコ内に挙げる事とする。
- 機動兵器以外の兵器などはガンダムシリーズの登場艦船及びその他の兵器一覧に記述する。

## 機動戦士ガンダム
ここには、テレビアニメおよびアニメーション映画『機動戦士ガンダム』の登場兵器を挙げる。
地球連邦軍
- RX-75 (RX-75-4) ガンタンク
- RX-77 (RX-77-2) ガンキャノン
- RX-78 (RX-78-2) ガンダム
  - ガンダムMAモード（ガンダムスカイ）
- RB-79 ボール
- RGM-79 (RX-79) ジム

ジオン公国軍
- MS-05B ザクI（旧ザク）
- MS-06 ザクII（ザク）
  - MS-06F ザクII F型
  - MS-06J ザクII J型
  - MS-06S ザクII S型（シャア専用ザク）
- MS-07 グフ
  - YMS-07B グフ（ランバ・ラル専用機）
  - MS-07B グフ
- MS-09 ドム
  - MS-09R (MS-R09) リック・ドム
- MS-14 (MS-11) ゲルググ
  - YMS-14 (MS-14S) 先行量産型ゲルググ（シャア専用ゲルググ）
  - MS-14A ゲルググ
- YMS-15 (MS-X10) ギャン
- MSM-03 ゴッグ
- MSM-04 (MSM-04F) アッガイ
- MSM-07 ズゴック前期型（量産型ズゴック）
  - MSM-07S ズゴック後期型（シャア専用ズゴック）
- MSM-10 ゾック
- MSN-02 (MS-X16, MSN-X2) ジオング
- MAX-03 アッザム（モビルアーマー）
- MA-04X ザクレロ（モビルアーマー）
- MA-05 ビグロ（モビルアーマー）
- MA-08 ビグ・ザム（モビルアーマー）
- MAM-07 (MAN-07) グラブロ（モビルアーマー）
- MAN-03 (MAN-X3) ブラウ・ブロ（モビルアーマー）
- MAN-08 (MA-05H, MAN-X8) エルメス（モビルアーマー）

### 機動戦士ガンダム（本編未登場）
ここには、テレビアニメおよびアニメーション映画『機動戦士ガンダム』の企画時において存在したが、劇中には登場しなかった兵器を挙げる。なお、当時は型式番号は付けられていない。（●印は後の企画で細部が設定された機体。）
地球連邦軍
- トミノメモ
  - レンジャー

ジオン公国軍
- トミノメモ
  - MS-07 宇宙用グフ・タイプ
  - MS-10 ペズン・ドワッジ●（MS-X）
  - MS-12 ギガン●（MS-X）
  - MS-13 ガッシャ●（MS-X）
  - MS-15 ハクジ
  - MS-17 ガルバルディα●（MS-X）
  - MSN-01 キケロガ●（トワイライト オブ ジオン）
  - ガラバ
  - ガリアブ
  - ドザム
  - MAX-03 アッザム改
- アッグシリーズ
  - EMS-05 アッグ●（MSV）
  - MSM-04G ジュアッグ●（MSV）
  - MSM-04N アッグガイ●（MSV）
  - MSM-08 ゾゴック●（MSV）

### 機動戦士ガンダム（小説版）
ここには、富野由悠季の小説版『機動戦士ガンダム』の登場兵器を挙げる。なお、小説の本文中に書かれている型式番号は「VX-76」のみである。
地球連邦軍
- RX-78 ガンダム2号機
  - RX-78 ガンダム3号機（G-3ガンダム）
- RX-77 ガンキャノン
- RB-79 (VX-76) ボール

ジオン公国軍
- MS-09RS シャア専用リック・ドム
- MAN-08 (MA-05H, MAN-X8) エルメス（モビルアーマー）
- MA-08 ビグ・ザム（モビルアーマー）
- MAN-03 ブラウ・ブロ（モビルアーマー）

### 機動戦士ガンダム（冒険王版）
ここには、漫画『機動戦士ガンダム (冒険王版)』の登場兵器を挙げる。
地球連邦軍
- RX-75 ガンタンク
- RX-77 ガンキャノン
- RX-78 ガンダム
- RGM-79 ジム
- RB-79 ボール

ジオン公国軍
- MS-06 ザクII
  - MS-06S シャア専用ザクII
- MS-07B グフ
- MS-09R（MS-R09）リック・ドム
- MS-14S シャア専用ゲルググ
- MSM-03 ゴック
- MSM-04 アッガイ
  - MSM-04 シャア専用アッガイ
- MSM-07 ズゴック（宇宙型）
- MSM-10 ゾック（宇宙型）
- MSN-02 ジオング
- MAX-03 アッザム（モビルアーマー）
- MA-08 ビグ・ザム（モビルアーマー）
- MAN-08 エルメス（モビルアーマー）

### 機動戦士ガンダム0079
ここには、漫画『機動戦士ガンダム0079』の登場兵器を挙げる。
地球連邦軍
- RX-75 ガンタンク
  - RGT-76 ガンタンクI
  - RMV-01 ガンタンクII・マムード
- RX-77 ガンキャノン
  - RX-77 ガンキャノン量産型
  - RX-77 ガンキャノン108（カイ・シデン機）
  - RX-77 ガンキャノン109 （ハヤト・コバヤシ機）
- RX-78-2 ガンダム
  - RX-78-2 ガンダムFSWS（近藤版フルアーマーガンダム）
- RGM-79 GM
- RB-79 ボール

ジオン公国軍
- MS-05B ザクI
- MS-06F ザクII
  - MS-06S シャア専用ザクII
  - MS-06E-3 リコン・ザク（偵察型ザク）
  - MS-06D デザート・ザク
  - MS-06M ザク・マリンタイプ
  - MS-06V ザクタンク
- MS-07B グフ
- MS-09 ドム
  - MS-90R リック・ドム
- MS-14 ゲルググ
  - MS-14S（YMS-14）シャア専用ゲルググ
- YMS-15 ギャン
- EMS-05 アッグ
- MSM-03 ゴック
- MSM-04 アッガイ
  - MSM-04G シュアッグ
  - MSM-04N アッグガイ
- MSM-07 ズゴック
  - MSM-07S シャア専用ズゴック
- MSM-08 ゾゴック
- MSM-10 ゾック
- MSN-02 ジオング
- MAX-03 アッザム（モビルアーマー）
- MA-X04 ザクレロ（モビルアーマー）
- MA-05 ビグロ（モビルアーマー）
- MAM-07 クラブロ（モビルアーマー）
- MA-08 ビグ・ザム（モビルアーマー）
- MAN-03 ブラウ・ブロ（モビルアーマー）
- MAN-08 エルメス（モビルアーマー）

### モビルスーツバリエーション (MSV)
ここには、メカニックデザイン企画『モビルスーツバリエーション』の登場兵器を挙げる。
（■印はMSVシリーズ(プラモデル化)、●印は後の企画で細部が設定された機体。）
地球連邦軍
- ガンタンク系
  - RTX-44（モビルスーツ原型、設定のみ）
  - RMV-1 ガンタンクII
- ボール系
  - RX-76 ボールプロトタイプ
- ガンキャノン系
  - RXM-1（モビルスーツ原型、設定のみ）
  - RX-77-1  ガンキャノン初期型（設定のみ）
  - RX-77-3 ガンキャノン重装型
  - RX-77-4■ガンキャノンII
- ガンダム系
  - X-78（設定のみ）
  - RX-78 プロトタイプガンダム（初期試作型）（設定のみ、ガンダムセンチュリー）
    - RX-78-1■プロトタイプガンダム（ガンダム中間武装型）
    - RX-78-3 (RX-78-2) G-3ガンダム（後期試作型）
    - RX-78-4〜8 ガンダム4号機〜8号機（設定のみ）●（M-MSV）

  - PF-78-1■パーフェクトガンダム（プラモ狂四郎）
  - FA-78-1■フルアーマーガンダム
- ジム系
  - RGM-79 ジム前期型（前期生産型ジム第一次生産機）
  - RGM-79 ジム後期型（前期生産型ジム実戦タイプ）
  - RGM-79L ジム・ライトアーマー
  - RGM-79SC■ジム・スナイパーカスタム
  - RGM-79HC ジム・ガードカスタム（設定のみ）●（MSV-R）
  - RGM-79KC ジム・インターセプトカスタム（設定のみ）●（MSV-R）
  - TGM-79 (RGM-79T) ジム・トレーナー
  - RGC-80■ジム・キャノン
  - RGC-80-1 プロトタイプ ジム・キャノン●（MSV-R）
  - RX-81

ジオン公国軍
- ザク系
  - MS-01 (ZI-XA3) クラブマン（設定のみ、ガンダムセンチュリー）
  - MS-02（設定のみ、ガンダムセンチュリー）
  - MS-03（設定のみ、ガンダムセンチュリー）
  - MS-04 プロトタイプザク（設定のみ、ガンダムセンチュリー）
  - MS-05A ザクI(前期生産型)（ガンダムセンチュリー）
  - MS-06A ザクII A型（ガンダムセンチュリー）●（MSV-R）
  - MS-06C ザクII C型（ガンダムセンチュリー）
  - MS-06D■ザク・デザートタイプ（劇場版 機動戦士ガンダム アニメグラフブック）
  - MS-06E■ザク強行偵察型
  - MS-06E-3■ザクフリッパー
  - MS-06F■ザク・マインレイヤー
  - MS-06F ザクII F型（ドズル専用ザクII）
  - MS-06FS ザクII FS型（ガルマ専用ザクII）
  - MS-06G 陸戦型ザクII改修型●（MSV-R）
  - MS-06J ザクII (湿地帯用)（劇場版 機動戦士ガンダム アニメグラフブック）
  - MS-06K (MS-06J-12)■ザクキャノン（劇場版 機動戦士ガンダム アニメグラフブック）
  - MS-06M (MSM-01)■ザク・マリンタイプ（劇場版 機動戦士ガンダム アニメグラフブック）
  - MS-06T ザク・トレーナー（設定のみ、ガンダムセンチュリー）
  - MS-06V■ザクタンク（SFプラモマガジン）
  - MS-06W 作業用ザク
- グフ系
  - YMS-07 (YMS-07A) プロトタイプグフ
  - MS-07A グフ（先行量産型）
  - MS-07B グフ（マ・クベ専用機）
  - MS-07C-1 グフ（後期改修型）
  - MS-07C-3 グフ重装型
  - MS-07C-4 グフ（高機動試験型）
  - MS-07C-5 グフ試作実験機
  - MS-07H-1■グフ飛行試験型
  - MS-07H-2 グフ（飛行試験型改）（設定のみ）
  - MS-07H-4 グフ飛行型
  - YMS-08 高機動型試作機（初期型）（設定のみ）
  - YMS-08A 高機動型試作機（改良型）（テレビ版 機動戦士ガンダム ストーリーブック2巻）
- ドム系
  - MS-09 ドム初期設計案
  - YMS-09■プロトタイプドム
  - YMS-09D■ドム・トロピカルテストタイプ
- 高機動型ザクII系
  - MS-06RP 試製高機動型ザクII（RP型）
  - MS-06R-1■高機動型ザクII (R-1型)（ガンダムセンチュリー、SFプラモマガジン）
  - MS-06R-1A■高機動型ザクII (R-1A型)
  - MS-06R-2P 試製高機動型ザクII（R-2P型）
  - MS-06R-2■高機動型ザクII (R-2型)
  - MS-06R-3 高機動型ザクII（ゲルググ先行試作型）（設定のみ）●（M-MSV）
- ゲルググ系
  - YMS-14 先行量産型ゲルググ
  - MS-14B■高機動型ゲルググ
  - MS-14C■ゲルググキャノン
- 水陸両用系
  - MSM-02 水中実験機（設定のみ）●（M-MSV）
- アッグシリーズ系
  - EMS-05 アッグ武装型
  - MSM-04G ジュアッグ（格闘戦仕様）
  - MSM-04N アッグガイ（格闘戦仕様）
  - MSM-08 ゾゴック（格闘戦仕様）
- サイコミュ系
  - MS-06Z■サイコミュ試験用ザク
  - MSN-01■サイコミュ高機動試験用ザク（コードネーム：ビショップ）（ガンダムセンチュリー）
  - MSN-02■パーフェクト・ジオング（ジオング陸戦ユニット装備型、テレビ版 機動戦士ガンダム ストーリーブック4巻）
  - MSN-03 ジオング次期型（設定のみ）
- アッザム系
  - G87 ルナタンク（移動砲台、設定のみ）●（M-MSV）
- ビグロ系
  - MIP-X1（モビルアーマー、設定のみ、ガンダムセンチュリー）

プラモデルの「MSVシリーズ」については、ガンプラの一覧#機動戦士ガンダム モビルスーツバリエーション (MSV)を参照。

### MS-X
ここには、プラモデル企画『MS-X』の登場兵器を挙げる。
地球連邦軍
- FA-78-2 ヘビーガンダム

ジオン公国軍
- MS-10 ペズン・ドワッジ（トミノ・メモ）
- MS-11 アクト・ザク
- MS-12 ギガン（トミノ・メモ）
- MS-13 ガッシャ（トミノ・メモ）
- MS-17 ガルバルディα（トミノ・メモ）

### M-MSV
ここには、メカニックデザイン企画『M-MSV』（大河原邦男コレクション）の登場兵器を挙げる。
地球連邦軍
- ガンキャノン系
  - RX-77-1A ガンキャノンA
- ガンダム系
  - RX-78-4 ガンダム4号機
  - RX-78-5 ガンダム5号機
  - RX-78-6 ガンダム6号機
  - RX-78-7 ガンダム7号機
    - FA-78-3 フルアーマーガンダム7号機
    - HFA-78-3 (FHA-78-3) 重装フルアーマーガンダム

  - RX-78-8 ガンダム8号機（設定のみ）
- ジム系
  - RGM-79F 陸戦用ジム
  - RGM-79SP デザート・ジム
- アクア・ジム系
  - RAG-79 アクア・ジム
  - RAG-79-G1 水中型ガンダム（ガンダイバー、アクア・ガンダム）
- RX-81系
  - RX-81ST スタンダード
  - RX-81LA ライトアーマー
- RX-94 量産型νガンダム（フィン・ファンネル/インコム装備型）

ティターンズ
- サイコガンダム系
  - MRX-007 プロトタイプサイコガンダム
  - MRX-011 量産型サイコガンダム

エゥーゴ
- リック・ディアス系
  - RX-098 プロトタイプ・リック・ディアス
- 百式系
  - MSK-100S 陸戦用百式改
  - FA-100S フルアーマー百式改
- ガンダムMk-III系
  - FA-007GIII フルアーマーガンダムMk-III
- ΖΖガンダム系
  - MSZ-009 プロトタイプΖΖガンダム
  - MSZ-013 量産型ΖΖガンダム

ジオン公国軍
- MS-04 プロトタイプ・ザク
- MS-06R-3S ゲルググ先行試作型
- ゴッグ系
  - MSM-02 水中実験機
  - MSM-03-1 プロトタイプ・ゴッグ
- ビグロ改（モビルアーマー、モビルスーツコレクションノベルス）

### MSV-R
ここには、メカニックデザイン企画『MSV-R』の登場兵器を挙げる。
地球連邦軍
- RMV-3M 局地制圧型ガンタンク
- RX-77-3-D ガンキャノン重装型タイプD
- RX-78 ガンダム リアルタイプカラー
- RX-78-1 プロトタイプガンダム（ロールアウト）
- RX-78SP ガンナーガンダム
- FA-78[G] フルアーマーガンダム陸戦タイプ
  - FA-78[G] フルアーマーガンダム 陸戦タイプ(タイプ2)
- FA-78-1B フルアーマーガンダム（タイプB）
- FA-78-2 ヘビーガンダム（2号機）
- RGC-80S ジム・キャノン（空間突撃仕様）
- RGC-80-1 プロトタイプジム・キャノン（ジム・キャノン1号機）
  - RGC-80 プロトタイプ ジム・キャノン（タイプ2）
- RGM-79U ジム・スループ
- RGM-79KC ジム・インターセプトカスタム
  - RGM-79KC ジム・インターセプトカスタム(フェロウブースター装備)
- RGM-79SC ジム・スナイパーカスタム（シモダ小隊仕様）
- RGM-79HC ジム・ガードカスタム
- RGM-79V ジム・ナイトシーカー
  - RGM-79LV ジム・ナイトシーカーII
- RB-79F ボールF型
  - RB-79M ボールM型（ボール機雷散布ポッド装備タイプ）

ジオン公国軍
- MS-05Q ザクI（ノリス機）
- MS-06A ザクII A型
  - MS-06A  ザクII A型 (教導機動大隊所属機)
- MS-06D ザク・デザートタイプ (ガリボルディ隊所属機)
- MS-06F ザクII F型（シン・マツナガ小隊機）
- MS-06FS ザクII FS型
  - MS-06FS ザクII FS型（シン・マツナガ機)
  - MS-06FS ザクII FS型 (エリック・マンスフィールド機)
- MS-06G 陸戦高機動型ザク
  - MS-06G 陸戦高機動型ザク(アフリカ戦線・ギュンター・バル中尉機)
- MS-06JK ザクハーフキャノン
- MS-06K ザクキャノン（ガトリング砲装備型）
- MS-06S ザクII S型
  - MS-06S ザクII S型 (黒い三連星・ガイア機)
  - MS-06S ザクII S型 (ジョニー・ライデン機)
  - MS-06S ザクII S型 (ロバート・ギリアム機)
  - MS-06S ザクII S型 (ギャビー・ハザード機)
- MS-06R-1A 高機動型ザクII（R-1A型）
  - MS-06R-1A  高機動型ザクII（R-1A型） (アナベル・ガトー機)
  - MS-06R-1A 高機動型ザクII（R-1A型） (ユーマ・ライトニング機)
  - MS-06R-1A 高機動型ザクII（R-1A型） (シン・マツナガ機)
- MS-06V-8 ザクタンク（ワイルドボア）
- MS-07G-1 グフ・ヴィジャンタ
- MS-07G-2 グフ戦術強攻型
- MS-07W グフ複合試験型
- MS-09 ドム（寒冷地仕様）
- YMS-09J ドム高速実験型
- MS-09R リック・ドム（ドズル・ザビ専用機）
- MS-14B ゲルググ高機動型（ユーマ・ライトニング機）
- MS-14BR ゲルググ高機動型
  - MS-14BR ゲルググ高機動型 (ジーメンス・ウィルヘッド機)
  - MS-14BR ゲルググ高機動型 (エメ・ディプロム機)
  - MS-14BR ゲルググ高機動型 (デビット・チェイスマン機)
- MS-14C-1A ゲルググキャノン（ジャコビアス・ノード機）
- MS-14GD ゲルググG
- YMS-15E ギャン・エーオース
- EMS-05F アゾック
- MSM-06 ジュリック
  - MSM-06 ジュリック (南米戦線仕様)
- MSM-07N ラムズゴック
  - MSM-07N ラムズゴック (プロンジュール隊機)
- MA-05R ビグ・ルフ （モビルアーマー)
- MAM-07-X3 グラブロ試作水中ビット搭載型（モビルアーマー)
- MAN-00X-2 ブラレロ（モビルアーマー)

### MSV-R SEASON 2 / U.C.0079-0091
ここには、メカニックデザイン企画『MSV-R SEASON 2 / U.C.0079-0091』の登場兵器を挙げる。
地球連邦軍
- RGM-79KC ジム・インターセプト・カスタム（フェーベ直掩隊）
- RGM-79KC ジム・インターセプト・カスタム（アルベルト・ウェイライン機）
- MS-14J/BR ゲルググ・ウェルテクス（ジーメンス・ウィルヘッド大尉機）
- MS-14J/BR ゲルググ・ウェルテクス（ガーニム・ムフタール機）
- MS-14J/BR ゲルググ・ウェルテクス（マイヤー・メイ機）

### 機動戦士ガンダム公式百科事典 ガンダムオフィシャルズ
ここには、書籍『機動戦士ガンダム 公式百科事典 GUNDAM OFFICIALS』の登場兵器を挙げる。
ジオン公国軍
- MS-03

### ハーモニー・オブ・ガンダム
ここには、メディアミックス企画『ハーモニー・オブ・ガンダム』の登場兵器を挙げる
地球連邦軍
- RGM-79FP ジム・ストライカー
- RX-78GP02A ガンダム試作2号機 MLRS仕様
- RX-78GP02BB ガンダム試作2号機 ビーム・バズーカ仕様
- RAG-79 アクア・ジム

ジオン公国軍
- MS-05L ザクI・スナイパータイプ
- MS-06V ザクタンク（キャノン砲仕様）
- MS-06V-6 ザクタンク・グリーンマカク（キャノン砲仕様）
- MS-09K-1 ドム・キャノン単砲仕様
- MS-09K-2ドム・キャノン複砲仕様

### F.M.S（福地モビルスーツステーション）
ここには、メカニックデザイン企画『F.M.S』の登場兵器を挙げる。
地球連邦軍
- RGM-79S ジム・スパルタン
- RMB-79 フロッグ・ボール
- RX-80
  - GFX-1

ジオン公国軍
- MS-06R-2S ドズル専用ザク後期型
- MS-07F グフ・ハンター
- MS-09S ドワス（プラモデル解説書）
  - MS-09F ドワス・デザート
- MS-17B ガルバルディα
- MSM-03 ゴッグ改（ゴッグ中期生産型）
- MSM-04G ジュアッグ改
- MSM-07F ズゴック・クラブ
- MAM-07 グラブロ4号機（モビルアーマー）

### MSV90
ここには、メカニックデザイン企画『MSV90』の登場兵器を挙げる。
地球連邦軍
- MRX-002 ニュータイプ専用プロトタイプガンダム

ジオン公国軍
- MAM-11 ロック（モビルアーマー）
  - バロック
  - フォロック
- ザク大気圏突入試験型
- ドグザム（モビルアーマー）

## 機動戦士ガンダム THE ORIGIN
ここには、アニメ、漫画『機動戦士ガンダム THE ORIGIN』、映画『機動戦士ガンダム ククルス・ドアンの島』の登場兵器を挙げる。
地球連邦軍
- RX-75 ガンタンク（主力戦車）
  - RTX-65 ガンタンク初期型
- RX-77 ガンキャノン（量産型）
  - RX-77-01ガンキャノン初期型
    - RCX-76-02  ガンキャノン最初期型・鉄騎兵中隊仕様（アニメ版ガンキャノン初期型）
- RX-78-01 ガンダム01号機
  - RX-78-02 ガンダム02号機
- RGM-79 (RX-79) ジム
  - RGM-79 ジム
  - RGM-79 ジム近接戦闘型（増加装甲型）
  - RGM-79 ジム中距離支援型
  - RGM-79 ジム遠距離砲撃型
- キャノン・ザク（現地修復鹵獲ザク）

ジオン公国軍
- MS-01 モビルワーカー01式
- MS-02
- MS-03（本編未登場）
  - YMS-03 ヴァッフ（アニメ版のみ）
- MS-04 ブグ（アニメ版プロトタイプ・ザク）
  - MS-04 ランバ・ラル専用ブグ
- MS-05 ザクI
  - MS-05 黒い三連星専用ザクI
  - MS-05 シャア専用ザクI（初期量産型）
    - MS-05S シャア専用ザクI（S型）

  - MS-05 ザクI （キシリア部隊機)（アニメ版のみ）
- MS-06 ザクII（THE ORIGIN版ザクII）
  - MS-06C ザクII初期型
    - MS-06C-5 ザクII後期型（アニメ版THE ORIGIN版ザクII）

  - MS-06 シャア専用ザクII
- MS-06GD 高機動型ザク（地上用）（ククルス・ドアンの島のみ）
- MS-06R-1A 高機動型ザクII
  - MS-06R-1A 高機動型ザクII（黒い三連星機）（OVA版のみ）
  - MS-06R-1A シャア専用高機動型ザクII（ククルス・ドアンの島のみ）
- MS-07 グフ
- MS-09 ドム
- MS-14 ゲルググ
- MS-15 ギャン
- MSN-02 ジオング
- MSM-03 ゴッグ
- MSM-04 アッガイ
- MSM-07 ズゴック
- MAM-07 グラブロ
- MA-04X ザクレロ
- MA-05 ビグロ
- MAN-03 ブラウ・ブロ
- MA-08 ビグ・ザム

### 機動戦士ガンダム THE ORIGIN MSD（Mobile Suit Discovery）
ここにはメカニック企画『機動戦士ガンダム THE ORIGIN MSD』の機動兵器を挙げる。
地球連邦軍
- RX-78-01[N] 局地型ガンダム
  - RX-78-01[N] 局地型ガンダム（北米戦仕様）
  - RX-78-01[N] 局地型ガンダム（ロールアウトカラー）
- RX-78-01[FSD] ガンダムFSD
- RX-78-02 ガンダム（ロールアウトカラー）
- FA-78-1 フルアーマーガンダム
  - FA-78-2 ヘビーガンダム
    - FA-78-2 ヘビーガンダム（ロールアウトカラー）
- RAG-79-G1 水中型ガンダム
- RCX-76-01A ガンキャノン機動試験型
  - RCX-76-01B ガンキャノン火力試験型
- RCX-76 ガンキャノン最初期型ロールアウト1号機
- RGC-80S ジム・キャノン（空間突撃仕様）
  - RGC-80S ジム・キャノン（ロケット・バズーカ装備）
- RGM-79KC ジム・インターセプトカスタム
  - RGM-79KC ジム・インターセプトカスタム（フェロウ・ブースター装備）
- RGM-79SC ジム・スナイパーカスタム
  - RGM-79SC ジム・スナイパーカスタム（ミサイル・ランチャー装備）
- RGM-79HC ジム・ガードカスタム
  - RGM-79HC ジム・ガードカスタム（E2ビーム・スプレーガン装備）
- RGM-79V ジム・ナイトシーカー
- ライトライナー

ジオン公国軍
- MW-01 モビルワーカー01式 後期型
- MS-06RD-4 高機動試作型ザク
- MS-06D ザク・デザートタイプ
  - MS-06D ザク・デザートタイプ （ダブルアンテナ仕様）
- MS-06CK ザク・ハーフキャノン
- MS-06K ザク・キャノン
  - YMS-06K ザク・キャノン テストタイプ
- YMS-03 ヴァッフ
- YMS-07A-O プロトタイプグフ 機動実証機
  - YMS-07B-O プロトタイプグフ 戦術実証機
- YMS-08B ドム試作実験機(宇宙仕様)
  - YMS-08B ドム試作実験機(地上仕様)
- MS-11 アクト・ザク
  - YMS-11 アクト・ザク (キシリア部隊機)

## 機動戦士ガンダム外伝シリーズ

### 機動戦士ガンダム CROSS DIMENSION 0079 死にゆく者たちへの祈り
ここには、コンピュータゲーム『機動戦士ガンダム CROSS DIMENSION 0079』の登場兵器を挙げる。
地球連邦軍
- RX-78XX ガンダム・ピクシー

ジオン公国軍
- MS-08TX イフリート

### 機動戦士ガンダム外伝 THE BLUE DESTINY
ここには、コンピュータゲーム『機動戦士ガンダム外伝 THE BLUE DESTINY』の登場兵器を挙げる。
地球連邦軍
- ブルーディスティニーシリーズ
  - RX-79BD-1 ブルーディスティニー1号機
  - RX-79BD-2 ブルーディスティニー2号機
  - RX-79BD-3 ブルーディスティニー3号機
- RGM-79BD-1 陸戦型ジムEXAMシステム搭載機（設定のみ）
- RGM-79G ジム・コマンド（モルモット隊仕様）
- MS-06J 寒冷地用ザクII（鹵獲機）

ジオン公国軍
- MS-08TX[EXAM] イフリート改
- MS-06J 寒冷地用ザクII
- MS-06R 高機動ザクII陸戦仕様機（覇王マガジン版）
- RX-79BD-2 ブルーディスティニー2号機

### 機動戦士ガンダム外伝 コロニーの落ちた地で…
ここには、コンピュータゲーム『機動戦士ガンダム外伝 コロニーの落ちた地で…』の登場兵器を挙げる。
地球連邦軍
- RX-77D ガンキャノン量産型（ホワイト・ディンゴ隊仕様）
- RGM-79 ジム（ホワイト・ディンゴ隊仕様）
- RGM-79SP ジム・スナイパーII（ホワイト・ディンゴ隊仕様）
- RGC-80 ジム・キャノン（ホワイト・ディンゴ隊仕様）

ジオン公国軍
- MS-06J ザクII J型
- MS-07B グフ
  - MS-07B グフ（ヴィッシュ・ドナヒュー機）
- MS-14G 陸戦型ゲルググ （ヴィッシュ・ドナヒュー機）
- MAX-03 アッザム・オルガ（モビルアーマー）
- ライノサラス（モビルアーマー）
- MS-09 ドム

### 機動戦士ガンダム外伝 宇宙、閃光の果てに…
ここには、コンピュータゲーム『機動戦士ガンダム めぐりあい宇宙』に収録されている『機動戦士ガンダム外伝 宇宙、閃光の果てに…』の登場兵器を挙げる。
地球連邦軍
- RX-78-4 ガンダム4号機（G-04）
  - RX-78-4[Bst] ガンダム4号機[Bst]
- RX-78-5 ガンダム5号機（G-05）
  - RX-78-5[Bst] ガンダム5号機[Bst]

ジオン公国軍
- MS-11 アクト・ザク（マレット・サンギーヌ機）

### ジオニックフロント 機動戦士ガンダム0079
ここには、ps2 ソフト『ジオニックフロント 機動戦士ガンダム0079』の登場兵器を挙げる。
地球連邦軍
- RX-78-6 ガンダム6号機
  - RX-78-6 ガンダム6号機（未完成）
- RGM-79F (RGM-79[GRS]) 装甲強化型ジム

ジオン公国軍
- MS-05S ザクI（ゲラート・シュマイザー専用機）
- MS-05B ザクI（陸戦型）
- MS-06J ザクII J型（闇夜のフェンリル隊仕様）
- MS-07A グフ (先行量産型)
- MS-07B グフ（闇夜のフェンリル隊仕様）
- MS-09 ドム
  - MS-09F ドム・フュンフ

### 機動戦士ガンダム外伝 ミッシングリンク
ここには、コンピューターゲーム『機動戦士ガンダム サイドストーリーズ』に収録されている『機動戦士ガンダム外伝 ミッシングリンク』の登場兵器を挙げる。
地球連邦軍
- RX-79[G]SW スレイヴ・レイス
  - RX-79[G]WR フルアーマー・スレイヴ・レイス
- RGM-79[G] 陸戦型ジム（スレイヴ・レイス隊仕様）
  - RGM-79[G] 陸戦型ジム（フレッド・リーバー機）
- RX-78XX  ガンダム・ピクシー（フレッド・リーバー機）
- RX-77-4 ガンキャノンII (漫画版のみ）
- RX-77-3-D ガンキャノン重装型タイプD(マーヴィン・ヘリオット機)
- RX-80PR ペイルライダー
  - RX-80PR ペイルライダー （軽装仕様）
  - RX-80PR ペイルライダー （陸戦重装仕様）
  - RX-80PR ペイルライダー （空間戦仕様）
- RX-80PR2 ペイルライダー・キャバルリー(漫画版のみ）
- RX-80PR3 ペイルライダー・デュラハン(漫画版のみ）

ジオン公国軍
- MS-06G 陸戦高機動型ザク （ヴィンセント・グライスナー機）
- MS-06 ザクII（マルコシアス隊仕様）
  - MS-06S ザクII S型（マルコシアス隊仕様）
- MS-06R-1A 高機動型ザクII改良型（ヴィンセント・グライスナー機）
- MS-06FZ ザクII改B型 (リベリオ・リンケ機)
- MS-06Z サイコミュ試験用ザク（アンネローゼ・ローゼンハイン機）
- MS-08TX イフリート（ダグ・シュナイド機）
  - MS-08TX/S イフリート・シュナイド
- MS-14S ゲルググ（ヴィンセント・グライスナー機）(漫画版のみ）
- MS-14BR 高機動型ゲルググ（ヴィンセント・グライスナー機）
- MS-09R リック・ドム (リベリオ・リンケ機) (漫画版のみ）
- MS-09R-2 リック・ドムII (ギー・ヘルムート機)
- RX-80PR ペイルライダー （ヴィンセント・グライスナー機）(漫画版のみ）

ネオ・ジオン (新生ネオ・ジオン）
- AMX-018[HADES] トーリスリッター
- AMS-119 ギラ・ドーガ（ヴィンセント・グライスナー機）

ネオ・ジオン (グレミー軍残党）
- NZ-000 クィン・マンサ（アンネローゼ・ローゼンハイン機）

その他
- MSZ-007 ZII（トラヴィス・カークランド機）

## 機動戦士ガンダム（その他のゲーム作品）

### トワイライト オブ ジオン
ここには、ボードゲーム『トワイライト オブ ジオン』の登場兵器の一部(本ゲームでは一年戦争やMSV等の150種以上の機体が登場)を挙げる。
地球連邦軍
- RX-78AV 量産型ガンダム

ジオン公国軍
- MS-06H ザクマインレイヤー（MSV）
- MS-06L ザクIIミサイル装備型
- MS-15B 量産型ギャン（MSV）
- MSN-01 キケロガ（トミノメモ）

### 機動戦士ガンダム EX-REVUE
ここには、コンピュータゲーム『機動戦士ガンダム EX-REVUE』の登場兵器を挙げる。
ジオン公国軍
- MS-19 ドルメル

### GUNDAM TACTICS MOBILITY FLEET0079
ここには、コンピュータゲーム『GUNDAM TACTICS MOBILITY FLEET0079』の登場兵器（ゲームオリジナルのもの以外は省略）を挙げる。
地球連邦軍
- RRf-06 ザニー
- RX-78Opt. ガンダムGダッシュ

ジオン公国軍
- MA-05M ビグロマイヤー（モビルアーマー）

### ガンダムネットワークオペレーションシリーズ
ここには、コンピュータゲーム『ガンダムネットワークオペレーション』シリーズの登場兵器を挙げる。
地球連邦軍
- RGM-79 プロトタイプジム
- RGM-79[E] 先行試作量産型ジム 宇宙戦仕様（先行量産型ジム 宇宙戦仕様）

### 機動戦士ガンダム ギレンの野望シリーズ
ここには、コンピュータゲーム『機動戦士ガンダム ギレンの野望シリーズ』の登場兵器（ゲームオリジナルのもの以外は省略）を挙げる。
地球連邦軍
- RX-78-2 高機動型ガンダム
- RMS-106CS ハイザック・カスタム（連邦軍仕様）

ティターンズ
- RX-78T ガンダム（ティターンズ仕様）
- RX-178-X0 プロトタイプ・ガンダムMk-II
- RX-178+FXA-05D スーパーガンダム（ティターンズ仕様）

ジオン (ジオン公国、正統ジオン、新生ジオン含む)
- MS-09 ドム (ランバ・ラル専用機)
- MS-14S 先行量産型ゲルググ (ランバ・ラル専用機)
  - MS-14S 先行量産型ゲルググ (ガルマ・ザビ専用機)
  - MS-14S 先行量産型ゲルググ (ロバート・ギリアム専用機)
- MS-14B 高機動型ゲルググ (シン・マツナガ専用機)
  - MS-14B 高機動型ゲルググ (黒い三連星専用機)
  - MS-14B 高機動型ゲルググ (ギャビー・ハザード専用機)
  - MS-14B 高機動型ゲルググ (エリオット・レム専用機)
  - MS-14B 高機動型ゲルググ (マサヤ・ナカガワ専用機)
- MS-15A ギャン
- MS-15B ギャン高機動型
  - MS-15B ギャン高機動型 (ジョニー・ライデン専用機)
  - MS-15B ギャン高機動型 (シン・マツナガ専用機)
  - MS-15B ギャン高機動型 (黒い三連星専用機)
  - MS-15B ギャン高機動型 (ギャビー・ハザード専用機)
  - MS-15B ギャン高機動型 (エリオット・レム専用機)
  - MS-15B ギャン高機動型 (マサヤ・ナカガワ専用機)
- MS-15C ギャンキャノン
  - MS-15C ギャンキャノン (トーマス・クルツ専用機)
- MS-15F ギャンM
  - MS-15Fs ギャンM（指揮官用）
- MS-15KG ギャンK（クリーガー）
- MS-15S ギャン先行量産型
  - MS-15S ギャン先行量産型 (シャア・アズナブル専用機)
  - MS-15S ギャン先行量産型 (アナベル・ガトー専用機)
  - MS-15S ギャン先行量産型 (ランバ・ラル専用機)
  - MS-15S ギャン先行量産型 (マ・クベ専用機)
  - MS-15S ギャン先行量産型 (ロバート・ギリアム専用機)
- MSN-02R 高機動型ジオング
- RX-78 ガンダム（ジオン仕様）
- MA-08S ビグ・ザム（ザビ家仕様） (モビルアーマー)

ネオ・ジオン (キャスバル)
- RX-78/C.A. キャスバル専用ガンダム

アクシズ (グレミー)
- AMX-103 ハンマ・ハンマ（グレミー軍仕様）
- AMX-104 R・ジャジャ（グレミー軍仕様）
- RMS-099B シュツルム・ディアス（グレミー軍仕様）

テム・レイ軍
- RX-78-2 ガンダム（フル装備）

### 機動戦士ガンダム戦記
ここには、コンピュータゲーム『機動戦士ガンダム戦記 (PlayStation 3)』の登場兵器を挙げる。
地球連邦軍
- RX-78-7 ガンダム7号機
  - FA-78-3 フルアーマーガンダム7号機
  - FHA-78-3 重装フルアーマーガンダム7号機
- RX-81 ジーライン
  - RX-81ST ジーライン スタンダードアーマー
  - RX-81ST-AC ジーライン スタンダードアーマー（アサルトキャノン）
  - RX-81LA ジーライン ライトアーマー
  - RX-81LA-AC ジーライン ライトアーマー（アサルトキャノン）
  - RX-81AS ジーライン アサルトアーマー
  - RX-81AS-AC ジーライン アサルトアーマー（アサルトキャノン）
  - RX-81AS-ML アサルトアーマー（ミサイルランチャー）
  - RX-81AS-GS アサルトアーマー（ガトリングスマッシャー）
- ゴールド・ジム

ジオン公国軍
- MS-05B ザクI（エリク・ブランケ専用機）
- MS-08TX/N イフリート・ナハト
- MS-14B 高機動型ゲルググ（エリク・ブランケ専用機）
- シルバー・ザク

## 機動戦士ガンダム（漫画作品）

### 機動戦士ガンダム MSジェネレーション
ここには、漫画『機動戦士ガンダム MSジェネレーション』の登場兵器を挙げる。
地球連邦軍
- RX-78E ガンダムGT-FOUR

ジオン公国軍
- ザクスピード

### 魔法の少尉ブラスターマリ
ここには、漫画『魔法の少尉ブラスターマリ』の登場兵器を挙げる。
地球連邦軍
- RGM-79G 強行偵察型GM みるちゃん
- RGM-79G 強行偵察型GM きくちゃん
- RGM-79G 強行偵察型GM なんだろうくん
- RGM-79G 地底戦用ジム
- RGM-79G ジム・コマンド
- RGM-79GS ジム・コマンド宇宙戦仕様
- RB-79 ボール（マグネットコーティング搭載型）

ジオン公国軍
- MS-05B 旧ザク（1日号 / いちにちごう）
- MS-06FZ ザクII改
- MS-06R-2 リック・ドムII
- MS-14JG ゲルググJ
- ザクZ

### Gの影忍
ここには、漫画『Gの影忍』の登場兵器を挙げる。
忍/機動忍軍
- Gの影忍
- ザクII（スザク機）
- ザクII（サジリ機）
- ザクII（ワキ機）
- グフ（クグツ機）
- ゾック（クグツ機）
- 死念坊、苦念坊のドム（通称コムソードム）
- タロウザのキュベレイ（通称カブキュベレイ）
- ザクI（斬牙機）
- ニセ・ガンダム
- ハンブラビ＋（プラス）
- ハウンド・フォックス
- バウ=ドラゴ
- アシュラ・アジール
- ガザ・H（ハンニャ）
- ジ・オ=ノフジ
- メタル・グフ
- 風神
- 雷神

その他
- リクオー
- バイオ・ガンダム

### アウターガンダム
ここには、漫画『アウターガンダム』の登場兵器を挙げる。
地球連邦軍
- RX-79EX-01 ゼファーガンダム無人型1号機
  - RX-79EX ゼファーガンダム［フォームIII］
- RMG-79GS ジムコマンド無人機

ジオン公国軍
- MS-06D2 WITHインターセプターユニット
- MS-14J ゲルググ（両腕ビームマシンガン装備）
- MS-19N カタール

### 機動戦士ガンダム 極東MS戦線記
ここには、漫画『機動戦士ガンダム 極東MS戦線記』の登場兵器を挙げる。
地球連邦軍
- RX-79[G] 陸戦型ガンダム
- RGM-79[G] 陸戦型ジム

ジオン公国軍
- MS-06GR 陸戦用高機動型ザク改（銀狼専用カスタムザク）
- MS-06Jc 陸戦型ザクII

### 実録ジオン体育大学
ここには、漫画『実録ジオン体育大学』および漫画『ロボゾック』の登場兵器を挙げる。
ぢおん体育大学
- ダイレクトドライブ・ザク（パワードスーツ）
- ダイレクトドライブ・ドム
- ダイレクトドライブ・ゴッグ
- ダイレクトドライブ・ジオング

ジオン公国軍
- ロボゾック・（ロボゾック）

### 機動戦士ガンダムMSV戦記 ジョニー・ライデン
ここには、漫画『機動戦士ガンダムMSV戦記 ジョニー・ライデン』の登場兵器を挙げる。
ジオン公国軍
- MS-06 ザクII
  - MS-06C 初期量産型ザクII（ジョニー・ライデン機）
  - MS-06F 量産型ザクII（ジョニーライデン機）
  - MS-06R-2 ジョニーライデン専用高機動ザクII
    - MS-06R-2 フルバレットザク（ジオン公国軍次期MS開発計画・プランB）

  - MS-06R-2 高機動ザクII後期型（シン・マツナガ機）
- MS-14 ゲルググ（ジオン公国軍次期MS開発計画・プランA）
  - MS-14B ジョニー・ライデン専用高機動ゲルググ

真・ジオン公国議会
- パーフェクト・ザク（ジオン公国軍次期MS開発計画・プランC）
- MS-09 ドム
  - MS-09R リック・ドム
    - MS-09RII リック・ドムII（陸戦仕様）

  - MS-09F/TROP ドム・トローペン

地球連邦軍
- FA-78-1 フルアーマーガンダム
- FA-78-2 ヘビーガンダム
- RGM-79 ジム

民間機
- ランド・ザック（旧ザク・農地開拓用改修機）

### 機動戦士ガンダムさん
ここには、漫画『機動戦士ガンダムさん』の登場兵器を挙げる。
地球連邦軍
- ガンタンク（サイコミュ仕様）（機動戦士ガンダムさん）

ジオン公国軍
- ゾゴジュアッジュ
- MS-0006R ザクポン
- 重モビルスーツ フク

### トニーたけざきのガンダム漫画
ここには、漫画『トニーたけざきのガンダム漫画』の登場兵器を挙げる。
地球連邦軍
- サム
- ガンダムーン
- ダイカストガンダム

ジオン公国軍
- サク
  - シャア専用サク（ガンダムバトルユニバース）
- シャア専用ザクレロ
- シャア専用ボール

### Developers 機動戦士ガンダム Before One Year War
ここには、漫画『Developers 機動戦士ガンダム Before One Year War』の登場兵器を挙げる。
ホシオカ社
- ZI-AX3 クラブマン（ホシオカ社仕様）
- MS-04 MS-04試作機

ジオニック社
- MS-04 プロトタイプ・ザク
- MS-05 ザクI

### 機動戦士ガンダム オレら連邦愚連隊
ここには、漫画『機動戦士ガンダム オレら連邦愚連隊』の登場兵器を挙げる。
地球連邦軍
- RGM-79FP ジム・ストライカー（ネメシス隊仕様）
- RGM-79C ジム改（ネメシス隊仕様）
- RGM-79SP ジムスナイパーII（ネメシス隊仕様）
- RX-77D 量産型ガンキャノン（ネメシス隊仕様）
- RGM-79L ジムライトアーマー（スレイプニール隊仕様）
- RX-77-4 ガンキャノンII（スレイプニール隊仕様）
- RMV-1 ガンタンクII（スレイプニール隊仕様）
- RX-78XX ピクシー（コルテス専用機）

ジオン公国軍
- MS-06FS ガルマ専用ザクII（偽装）
- MS-07B グフ（マナラシア・アージャ専用機）

### ザ・ブルー・ディスティニー
ここには漫画作品『ザ・ブルー・ディスティニー』の機動兵器を挙げる。
地球連邦軍
- RX-79BD-1 ブルーディスティニー1号機
  - RX-79BD-1 ブルーディスティニー1号機 (ステルス)
  - RX-79BD-1-FA ブルーディスティニー1号機 (フルアームド装備)
- RX-80EXAM-2 ブルーディスティニー2号機（オーガスタ製）
- RX-80EXAM-3 ブルーディスティニー3号機（オーガスタ製）
  - RX-80EXAM-3-FA ブルーディスティニー3号機 (フルアームド装備)
- RGM-79BD-0 ブルーディスティニー0号機（陸戦型ジムEXAMシステム搭載試験型）
- RGM-79[G] 陸戦型ジム・ジェットパック装備機（モルモット隊仕様）
  - RGM-79[G]CV-ST 陸戦型ジム (ステルス)
- RGM-79DO ジム・ドミナンス
  - RGM-79DO[AQ] ジム・ドミナンス水中用装備

ジオン公国軍
- MS-08TX イフリート改
  - MS-08TX イフリート改（空間戦仕様）
- RX-80EXAM-2 ブルーディスティニー2号機
- YMS-06Z サイコミュシステム初期試験型ザク（マリオン・ウェルチ専用機）
- YMS-15J ギャン［ジル・ジグラ機］

### 機動戦士ガンダム GROND ZERO コロニーの落ちた地で
ここには漫画作品『機動戦士ガンダム GROND ZERO コロニーの落ちた地で』の機動兵器を挙げる。
地球連邦軍
- RGM-79 ジム 耐弾強化仕様（ホワイトディンゴ隊機）
- RX-75E 局地戦型ガンタンク（オセアニア戦線仕様）
- RX-77[G] 陸戦型ガンキャノン（オセアニア戦線仕様）

ジオン公国軍
- MS-06FS ザクII（ヴィッシュ・ドナヒュー中尉機)
- MS-07B グフ・オセアニア戦線/現地改修機（ヴィッシュ・ドナヒュー専用グフ）

### 機動戦士ガンダム サンダーボルト
ここには、漫画、アニメ『機動戦士ガンダム サンダーボルト』の登場兵器を挙げる
地球連邦軍
- FA-78-1 フルアーマー・ガンダム
- RX-78AL アトラスガンダム
- RX-75 ガンタンク
- RX-77 ガンキャノン
  - RX-77AQ ガンキャノン・アクア
  - RX-77-4BG ブルG（漫画版のみ）
- RX-79[G] 陸戦型ガンダム
  - RX-79[GS] 陸戦型ガンダムS型（アニメ版陸戦型ガンダム）
- RGM-79 ジム（コアブロックシステム搭載型）
  - RGM-79/GH ガンダム・ヘッド（量産型ガンダム）
  - ジムMAモード（ジムスカイ）
  - RGM-79GS ジム・コマンド宇宙用（漫画版のみ）
  - RAG-79 アクア・ジム
    - RGM-79[M] 水中型ジム（アニメ版アクア・ジム）

  - RGM-79C ジム改陸戦型
  - RGM-79N ジム・カスタム（漫画版のみ）
- RGC-80 ジム・キャノン
  - RGC-83 ジム・キャノンII（漫画版のみ）
- RB-79 ボール
  - RB-79 作業用ボール
  - RB-79[M] 水中型ボール
- RRf-06 ザニー
- MSN-02 パーフェクトジオング（漫画版のみ）
- MS-14 ゲルググ（連邦軍仕様）（漫画版のみ）

ジオン公国軍
- MS-06R サイコ・ザク（リユース・P・デバイス装備高機動型ザク）
- MS-05 ザクI
- MS-06 ザクII
  - MS-06J 陸戦型ザクII
  - MS-06K ザクキャノン
- MS-07C-3 グフ重装型（宇宙型）
- MS-09R リック・ドム
- MS-14A ゲルググ
  - MS-14A ゲルググ（セイレーン機動艦隊所属機）
- MSN-01 サイコミュ高機動試験用ザク
- MSN-02 ジオング
- MA-X04 ザクレロ
- MA-05 ビグロ
- MAM-07 グラブロ（モビルアーマー）
- MSN-03 ゴッグ
- MSM-04 アッガイ
  - MSM-04 アッガイ索敵型
  - MSM-04 アッガイ火力型
  - MSM-04 アッガイ重火力型
  - MSM-04 アッガイ機動型
- MSM-07 ズゴック
- MSM-10 ゾック（モビルフォートレス）

南洋同盟
- SRf-06 ダーレ（アニメ版ザニー）
- RGM-79C[G] ジム改陸戦型（フロート装備）
- MS-07 グフ（兵員輸送型）
- MSM-01 ザク・マリンタイプ （漫画版のみ）
- MSM-08 ゾゴック（漫画版のみ）
- MS-05 ザクI
  - MS-05L ザクI・スナイパータイプ（漫画版のみ）
- MS-06V ザクタンク（漫画版のみ）
- MS-10 ペズン・ドワッジ（漫画版のみ）
- MS-17 ガルバルディα （漫画版のみ）
- MA-08 ビグ・ザム（モビルアーマー）（漫画版のみ）
- MAN-03 ブラウ・ブロ（モビルアーマー）（漫画版のみ）
- MS-06R  サイコ・ザク マークII（漫画版のみ）
  - パーフェクト・ガンダム（サイコ・ザクマークII偽装型）（漫画版のみ）

#### 機動戦士ガンダム サンダーボルト外伝 砂鼠ショーン
ここには、漫画『機動戦士ガンダム サンダーボルト外伝 砂鼠ショーン』の登場兵器を挙げる
砂鼠
- MS-07B グフ・ショーン・カスタム（ホバークラフト装備型）
- RX-79[G] 陸戦型ガンダム

砂漠の鷹旅団
- RX-75 ガンタンク

#### 機動戦士ガンダム サンダーボルト外伝
ここには、漫画『機動戦士ガンダム サンダーボルト外伝』の登場兵器を挙げる
地球連邦軍
- RGM-79SC ジム・スナイパーカスタム

ジオン公国軍
- MS-06E ザク強行偵察型
  - MS-06E-3 ザクフリッパー

### 機動戦士ガンダム 黒衣の狩人
ここには、漫画『機動戦士ガンダム 黒衣の狩人』の登場兵器を挙げる
地球連邦軍
- RGM-79[E]（RGM-79C） GM改（エースダック）
- RGM-79 GM

ジオン公国軍
- MS-06S ザクII（ヴォルフガング専用機）
- EMS-10（YMS-01） ヅダ（ヴォルフガング専用機）

### 機動戦士ガンダム FAR EAST JAPAN
ここには、漫画『機動戦士ガンダム FAR EAST JAPAN』の登場兵器を挙げる
地球連邦軍
- MS-05 鹵獲ザクI
- RGM-79[G] 陸戦型GM
  - RGM-79[G] 陸戦型GM・ナイトストーカー（夜間強襲型実験機）
- RB-79 ボール

ジオン公国軍
- MS-06F 量産型ザクII
  - MS-06F 量産型ザクII陸戦仕様（ランディー・メネンデス機）
  - MS-06J 陸戦型ザクII（ゴードン・レノックス機）
  - MS-06 リンゼイ・シミズ専用改造ザクII（狙撃仕様カスタム機）
- MS-09R リック・ドム

### 機動戦士ガンダム アグレッサー
ここには、漫画『機動戦士ガンダム アグレッサー』の登場兵器を挙げる
地球連邦軍
- RX-80RR レッドライダー
- RGM-79 ジム

ジオン公国軍
- MS-06J ザクII(J型)
- MS-07B グフ
- MS-09 ドム

### PILLOW TALK GUNDAM "NIGHT=HAWKS!"
ここには、漫画『PILLOW TALK GUNDAM "NIGHT=HAWKS!"』の登場兵器を挙げる。
地球連邦軍
- RXX G・ダミー
- RXY G・キャノンF1
- RXZ G・タンク
- ウェルデア
- RGM79A2 GM

ジオン公国軍
- MAX-03M メタルアッザム（モビルアーマー）
- ドップリ
- ウガウガ

### ガンダムパイロット列伝 蒼穹の勇者達
ここには漫画『ガンダムパイロット列伝 蒼穹の勇者達』の登場兵器を挙げる。
ジオン公国軍
- MS-06R-2 ジョニー・ライデン専用高機動型ザクII
- MS-06F シン・マツナガ専用ザクII
- MS-06F ドズル・ザビ専用ザクII
- MS-14B ジョニーライデン専用高機動型ゲルググ
- MS-14C トーマス・クルツ専用ゲルググキャノン
- プロト3（人型実証試験機）

地球連邦軍
- RGM-79 グレアム・クライトン専用GM

### 機動戦士ガンダム MSV-R 宇宙世紀英雄伝説 虹霓のシン・マツナガ
ここには漫画『機動戦士ガンダム MSV-R 宇宙世紀英雄伝説 虹霓のシン・マツナガ』の登場兵器を挙げる。
ジオン公国軍
- マレーネ・カーン搭乗モビルアーマー

地球連邦軍
- FA-78SP フルアーマー・ガンナーガンダム

## 機動戦士ガンダム（小説作品）

### ガンダム・カバード ネメシスの天秤
ここには、リプレイ小説『ガンダム・カバード ネメシスの天秤』の登場兵器を挙げる。
- FFX-9 ガンダム・カバード
  - FFX-9/N Nカバード
  - FFX-9/G Gカバード
  - FFX-9/M Mカバード
  - FFX-9/F Fカバード
  - FFX-9/A Aカバード
  - FFX-9/N-B カバード・ボマー
  - FFX-9/C Cカバード
  - カバード・バスター
  - FFX-9/R Rカバード
- RMF-76 シャンピニオン
- MAN-07 ガローメ
  - MAN-07-B ガロ・ブラン
  - MAN-07-N ガロ・ノワル
- MSN-02-2 ジオング2号機

### 機動戦士ガンダム MSV-R ザ・トラブルメーカーズ
ここには、小説『機動戦士ガンダム MSV-R ザ・トラブルメーカーズ』の登場兵器を挙げる。
- FA-78-2 ヘビーガンダム2号機
- G87 ルナタンク
- MS-06 ザクII（地球連邦軍鹵獲)
- MS-06G 陸戦高機動型ザク
- MS-06JK ザク・ハーフキャノン
- MS-06K ザク・キャノン
- MS-06V-8 ザクタンク（ワイルドボア）
- MS-07G-2 グフ戦術強攻型
- MS-07H-8 グフ・フライトタイプ
- MS-14JG ゲルググ・イェーガー
- MSM-06 ジュリッグ
- MSM-07 ズゴック
- MSM-07N ラムズゴック
- RAG-79 アクア・ジム
- RGC-80 ジム・キャノン
- RGC-80S ジムキャノン空間突撃仕様
- RGM-79 ジム
- RGM-79C ジム改
- RGM-79D ジム寒冷地仕様
- RGM-79GS ジム・コマンド宇宙用
- RGM-79HC ジム・ガードカスタム
- RGM-79KC ジム・インターセプトカスタム
- RGM-79LV ジム・ナイトシーカーII
- RGM-79SC ジム・スナイパーカスタム
- RGM-79U ジム・スループ
- RGM-79V ジム・ナイトシーカー
- RMV-3M 局地制圧型ガンタンク
- RX-77-3D ガンキャノン重装型タイプD
- RX-79[G] 陸戦型ガンダム
- YMS-09J ドム高速実験型

## 機動戦士ガンダム0080 ポケットの中の戦争
ここには、OVA、漫画版『機動戦士ガンダム0080 ポケットの中の戦争』の登場兵器を挙げる。
地球連邦軍
- RX-77D 量産型ガンキャノン
- RX-78NT-1 ガンダムNT-1（アレックス）
  - RX-78NT-1FA ガンダムNT-1（チョバム・アーマー装備型）
- FA-78-1 フルアーマーガンダム （漫画版のみ）
- RGM-79 後期生産型ジム（設定のみ）
  - RGM-79D ジム寒冷地仕様
  - RGM-79G ジム・コマンド
    - RGM-79GS ジム・コマンド(宇宙戦仕様)

  - RGM-79SP ジム・スナイパーII

リーア（サイド6）軍
- リーア35ドラケンE（ミドルモビルスーツ）

ジオン公国軍
- MS-06FZ ザクII改
  - MS-06FZ ザクII改Bタイプ （フリッツヘルムタイプ）
- MS-09R-2 (MS-09RII) リック・ドムII
  - MS-09R-2 リック・ドムII （コロニー 用）
- MS-14JG ゲルググJ
- MS-18E ケンプファー
- MSM-03C ハイゴッグ
- MSM-07E ズゴックE

### 機動戦士ガンダム0080 ポケットの中の戦争 プラモデル解説書
ここには、プラモデル『機動戦士ガンダム0080 ポケットの中の戦争』の登場兵器を挙げる。
地球連邦軍
- RGM-79GL[1] ジム・コマンド・ライトアーマー
- RX-78NT-1 フルアーマーガンダムNT-1[2]

ジオン公国軍
- MS-06F ザクII中期量産F型
- ケンプファー系
  - YMS-18 プロトタイプケンプファー
  - MS-18F ケンプファーF型（設定のみ）
- MSM-03 ゴッグ[3]

### MS ERA 0001〜0080 ガンダム戦場写真集
ここには、書籍『MS ERA 0001〜0080 ガンダム戦場写真集』の登場兵器を挙げる。
ジオン公国軍
- 大型二足歩行機（モビルスーツ原型）
- ザクレロ改（モビルアーマー）
- ビグロ改（モビルアーマー）

### モデルグラフィックス/ガンダムウォーズ
ここには、雑誌『モデルグラフィックス』の登場兵器を挙げる。
地球連邦軍
- RX-78NT-1 ガンダムNT-1プロト

### Bクラブ
ここには、雑誌及びガレージキット『Bクラブ』の登場兵器を挙げる。
地球連邦軍
- RX-78NT-2 ガンダムNT-2
- RX-78NT-3 ガンダムNT-3

### ホビージャパン/ガンダムウェポンズ
ここには、雑誌『ホビージャパン』の登場兵器を挙げる。
地球連邦軍
- FA-78-X ガンダムNT-1（FSWS装備型）

## 機動戦士ガンダム 第08MS小隊
ここには、OVA『機動戦士ガンダム 第08MS小隊』の登場兵器を挙げる。
地球連邦軍
- RX-75 量産型ガンタンク（量産検討型ガンタンク）
- RB-79K 先行量産型ボール
- RX-79[G] 陸戦型ガンダム（量産型ガンダム）
  - RX-79[G]Ez8 ガンダムEz8
- RGM-79[E] 初期型ジム
- RGM-79[G] 陸戦型ジム（先行試作量産型ジム）
  - RGM-79[G] ジム・スナイパー

ジオン公国軍
- MS-05B ザクI
  - MS-05B ザクI（トップ機）
- MS-06F ザクII
  - MS-06JC ザクII JC型
    - MS-06J ノリス・パッカード専用ザクII（漫画版のみ）
    - MS-06J ザクII J型（デル機）
    - MS-06J ザクII J型（アス機）

  - MS-06K ザクキャノン（固定砲座）
  - MS-06RD-4 宇宙用高機動試験型ザク
  - MS-06V ザクタンク
- MS-07B-3 グフカスタム
  - MS-07H-8 グフフライトタイプ
- MS-09 ドム
- MSM-04 アッガイ
- アプサラスI （モビルアーマー）
  - アプサラスII（モビルアーマー）
  - アプサラスIII（モビルアーマー）

### 機動戦士ガンダム 第08MS小隊外伝 TRIVIAL OPERATION
ここには、雑誌企画『機動戦士ガンダム 第08MS小隊外伝 TRIVIAL OPERATION』の登場兵器を挙げる。
地球連邦軍
- RGM-79 ジム可潜タイプ
- RX-77-2 ガンキャノン港湾防衛タイプ

ジオン公国軍
- MSM-03 ゴッグ

## 機動戦士ガンダム MS IGLOO

### 機動戦士ガンダム MS IGLOO -1年戦争秘録-
ここには、OVA『機動戦士ガンダム MS IGLOO -1年戦争秘録-』の登場兵器を挙げる。
地球連邦軍
- MS-06J ザクII J型 (連邦軍鹵獲機)

ジオン公国軍
- EMS-10 ヅダ
- YMT-05 ヒルドルブ（モビルタンク）

### 機動戦士ガンダム MS IGLOO 603
ここには、漫画『機動戦士ガンダム MS IGLOO 603』の登場兵器を挙げる。
地球連邦軍
- RB-79N フィッシュアイ

ジオン公国軍
- EMS-04 ヅダ
- ゲファンゲナー ゲム（鹵獲ジム）
- ゲム カモフ

### 機動戦士ガンダム MS IGLOO -黙示録0079-
ここには、OVA『機動戦士ガンダム MS IGLOO -黙示録0079-』の登場兵器を挙げる。
地球連邦軍
- RGM-79C 後期生産型ジム

ジオン公国軍
- MSM-07D ゼーゴック（モビルアーマー）
- MA-05Ad ビグ・ラング（モビルアーマー）
- MP-02A オッゴ
- MS-14 ゲルググ（ヘルベルト・フォン・カスペン専用機）

### 機動戦士ガンダム MS IGLOO 2 重力戦線
ここには、OVA『機動戦士ガンダム MS IGLOO 2 重力戦線』の登場兵器を挙げる。
地球連邦軍
- RTX-440 陸戦強襲型ガンタンク

ジオン公国軍
- MS-06J ザクIIJ型（エルマー・スネル専用機）

## 機動戦士ガンダム 復讐のレクイエム
ここには、Web配信アニメ『機動戦士ガンダム 復讐のレクイエム』の登場兵器を挙げる。
地球連邦軍
- RX-78(G)E ガンダムEX
- RGM-79 GM
- RTX-440-B 陸戦強襲型ガンタンクB型

ジオン公国軍
- MS-06F ザクIIF型（レッド・ウルフ隊仕様）
  - MS-06Rb 無識別型ザクII
- MS-06V ザクタンク
- MS-07B3 グフカスタム

## 機動戦士ガンダム0083 STARDUST MEMORY
ここには、OVA版、小説版『機動戦士ガンダム0083 STARDUST MEMORY』、漫画『機動戦士ガンダム0083 REBELLION』の登場兵器を挙げる。
地球連邦軍
- RX-78GP01 ガンダム試作1号機 "ゼフィランサス"
  - RX-78GP01 ガンダム試作1号機 "ゼフィランサス"（チョバム・アーマー装備） （漫画『0083 REBELLION』のみ）
  - RX-78GP01 ガンダム試作1号機 "ゼフィランサス"（アクア装備）（漫画『0083 REBELLION』のみ）
  - RX-78GP01-Fb (RX-78GP01Fb) ガンダム試作1号機 "フルバーニアン"
    - RX-GP01HFAB 重装フルアーマーガンダム試作1号機 "フルバーニアン"（漫画『0083 REBELLION』のみ）
- RX-78GP02 ガンダム試作2号機 "サイサリス"（設定のみ）
  - RX-78GP02A ガンダム試作2号機 "サイサリス"
- RX-78GP03 ガンダム試作3号機 "デンドロビウム"
  - RX-78GP03S ガンダム試作3号機 "ステイメン"
  - RX-78GP03S ガンダム試作3号機 "ステイメン" Pスペック（本編未登場）
- RX-78GP04G ガンダム試作4号機 "ガーベラ"（漫画『0083 REBELLION』のみ）
- RB-79 ボール
  - RB-79C ボール改（多関節マニピュレーター）
  - RB-79N フィッシュアイ（漫画『0083 REBELLION』のみ）
- RTX-440 陸戦強襲型ガンタンク（漫画『0083 REBELLION』のみ）
- RGM-79SC ジム・スナイパーカスタム（漫画『0083 REBELLION』のみ）
- RGM-79V ジム・ナイトシーカー （漫画『0083 REBELLION』のみ）
- RGM-79C ジム改
  - RGM-79C ジム改（トリントン基地カラー）
  - RGM-79 パワード・ジム
  - RGM-79C 重装ジム改（漫画『0083 REBELLION』のみ）
- RGM-79N ジム・カスタム
  - RGM-79N AHA ジム・カスタム (アトミックヘビーアーマー)（漫画『0083 REBELLION』のみ）
- RGC-83 ジム・キャノンII
- RAG-79 アクア・ジム （漫画『0083 REBELLION』のみ）
- MS-06F-2 (MS-06F2) ザクII F2型（連邦軍仕様）
- MS-14F ゲルググM（連邦軍仕様）
- RMS-106 ハイザック（漫画『0083 REBELLION』のみ）
- RX-81FC ジーライン （フルカスタム)（漫画『0083 REBELLION』のみ）
- RMA-081 ジービッグ・ザッム（モビルアーマー）（漫画『0083 REBELLION』のみ）

ティターンズ
- RGM-79Q ジム・クゥエル
- RGC-83 ジム・キャノンII（漫画『0083 REBELLION』のみ）
- RMS-106 ハイザック（漫画『0083 REBELLION』のみ）

ジオン公国軍残党（デラーズ・フリート、シーマ艦隊含む）
- MS-06F-2 (MS-06F2) ザクII F2型
- MS-06R-1A 高機動型ザクII （漫画『0083 REBELLION』のみ）
- MS-09F ドム・フュンフ
  - MS-09F/Trop ドム・トローペン
- MS-09R-2 (MS-09RII) リック・ドムII
  - YMS-09R-2 プロトタイプ・リック・ドムII（Blu-ray Box「宇宙の蜉蝣2」登場）
- YMS-16M ザメル
  - YMS-16M メルザ・ウン・カノーネ（本編未登場）
- MS-14A (MS-14H) ゲルググ（アナベル・ガトー専用機）
- MS-14F ゲルググM
  - MS-14Fs ゲルググM（指揮官用）
- MS-21C ドラッツェ
  - MS-21D1 ドラッツェ改（Blu-ray Box「宇宙の蜉蝣2」登場）
- RX-78GP02A ガンダム試作2号機"サイサリス"
- AGX-04 ガーベラ・テトラ （OVA版、漫画『0083 REBELLION』のみ）
- AGX-04 ガーベラ・テトラ(ロールアウト時) （Blu-ray Box「宇宙の蜉蝣2」登場）
  - AGX-04A1 ガーベラ・テトラ改（LD解説書）
- AMA-X2 (AMA-002) ノイエ・ジール（モビルアーマー）
- MA-06 ヴァル・ヴァロ（モビルアーマー）
  - MA-06FMM ヴァル・ヴァロ (フルミッションモード)（モビルアーマー）（漫画『0083 REBELLION』のみ）
- ラング（モビルアーマー）（漫画『0083 REBELLION』のみ）

ジオン公国軍残党（キンバライト基地）
- MS-06F-2 (MS-06F2) ザクII F2型（ノイエン・ビッター専用機）（OVA版のみ）
  - MS-06F-2 (MS-06F2) ザクII F2型（キンバライト仕様）
- MS-06S ザクIIS型 （小説版のみ）
- MS-09F/Trop ドム・トローペン（キンバライト仕様）
- MAX-03R アッザム・リペア（モビルアーマー）（漫画『0083 REBELLION』のみ）

ジオン公国軍残党（ネオ・デラーズフリート）（漫画『0083 REBELLION』のみ）
- MS-06F ザクII
  - MS-06F-2 (MS-06F2) ザクII F2型
- MS-09R-2 (MS-09RII) リック・ドムII
- MS-14F ゲルググM
- MS-14R ゲルググR“リベリオン”
- RMS-106 ハイザック （鹵獲機）

ジオン公国軍残党（深淵のクラーケン隊、その他ジオン残党含む）（小説版、漫画『0083 REBELLION』のみ）
- MS-05L ザクI・スナイパータイプ （漫画『0083 REBELLION』のみ）
- MS-07B グフ（小説版のみ）
- EMS-10 ヅダ （漫画『0083 REBELLION』のみ）
- MSM-07E ズゴックE （漫画『0083 REBELLION』のみ）
- MSM-03 ゴッグ （漫画『0083 REBELLION』のみ）
  - MSM-03C ハイゴッグ （漫画『0083 REBELLION』のみ）
- MAM-07 グラブロ（モビルアーマー) （漫画『0083 REBELLION』のみ）
- YMT-05 ヒルドルブ改（モビルタンク）（漫画『0083 REBELLION』のみ）
- MSM-07D ゼーゴック （漫画『0083 REBELLION』のみ）
- YMS-16M ザメル （漫画『0083 REBELLION』のみ）

ジオン公国軍残党（アクシズ先遣艦隊）
- AMA-002 (AMA-X2) ノイエ・ジール（モビルアーマー）
- MS-06F-2 (MS-06F2) ザクII F2型 （漫画『0083 REBELLION』のみ）
- MS-09R-2 (MS-09RII) リック・ドムII（漫画『0083 REBELLION』のみ）

### ホビージャパン/ガンダムウェポンズ
ここには、雑誌『ホビージャパン』の登場兵器を挙げる。
地球連邦軍
- RX-78GP01-FA ガンダム試作1号機フルアーマー（フルアーマーGP01）
- RX-78GP01PF パーフェクトガンダムGP01（パーフェクトガンダム4号機、設定のみ）
- RX-78GP01-ST ストライクGP01
- RX-78GP01F ガンダム試作2号機 "ヘルハウンド"
- RX-78GP01PF パーフェクトガンダムGP02（パーフェクトガンダム3号機）
- RX-78GP04G ガンダム試作4号機"ガーベラ"

デラーズ・フリート
- MS-21M ドラッツェM型
- MA-06 ヴァル・ヴァロ ブースター・ユニット装備型（モビルアーマー）

### モデルグラフィックス/ガンダムウォーズ
ここには、雑誌『モデルグラフィックス』の登場兵器を挙げる。
デラーズ・フリート
- RX-78GP02B ガンダム試作2号機改（ビーム・バズーカ装備型）

### 機動戦士ガンダム ファントム・ブレット
ここには、雑誌企画『機動戦士ガンダム ファントム・ブレット』の登場兵器を挙げる。
地球連邦軍
- RX-78GP00 ガンダム試作0号機 "ブロッサム"

ジオン公国軍
- MS-06F-2 ザクII F2型（側距手用）
- MS-06F ザクII F型（砲手用）

### アナハイム・ジャーナル
ここには、書籍『機動戦士ガンダム公式資料集 アナハイム・ジャーナル』の登場兵器を挙げる。
地球連邦軍
- RX-78GP02 ガンダム試作2号機
- RX-78GP03 ガンダム試作3号機 トライアルプラン

### 機動戦士ガンダム カタナ
ここには、漫画『機動戦士ガンダム カタナ』の登場兵器を挙げる。
BGST（バーゲスト）
- RGM-79FC ストライカー・カスタム
  - FA-79FC フルアーマー・ストライカー・カスタム

シン・フェデラル
- RGM-79FP ジム・ストライカー改
- FA-78NT-1 フルアーマー・アレックス
- RX-78NT-X / MRX-003 ネティクス
- RX-78GP02A ガンダム試作2号機（シン・フェデラル仕様）
- RX-79BD-2 ブルーディスティニー・Ω
- MS-19 ドルメル（スパーダ仕様）
  - MS-19 ドルメル・ドゥーエ

### 機動戦士ガンダム ブレイジングシャドウ
ここには、小説『機動戦士ガンダム ブレイジングシャドウ』の登場兵器を挙げる。
地球連邦軍
- RGM-79SP ジム・スナイパーII（カイン・ラグナード機）
  - RGM-79SP ジム・スナイパーII（カイン機 ヘルズゲート決戦仕様）
- RGM-79C ジム改（リネマ・サント機）
- RGM-79C ジム改（ザルフ・ワッケン機）
  - RGM-79C[G] ジム改陸戦型（ザルフ・ワッケン機）
- RGM-79CA ジム・レイド
  - RGM-79CA ジム・レイドライト
- RGM-79FP-S1 ジム・ストライカー改（メタル・スパイダー）

シュテンドウジ / マリア・シールド社
- RGM-79N ジム・カスタム（シルバー・ヘイズ）
  - RGM-79N ジム・カスタム（シルバー・ヘイズ改）
- RGM-79GB ハイブースト・ジム
- RGM-79SC ジム・スナイパーカスタム
- RX-77D 量産型ガンキャノン（シュテンドウジカラー）
- RGM-79R ジムII（フェイス・ハイダー）

ジオン残党軍
- MS-06F ザクII
- MS-09 ドム（ヘルズゲート仕様）
- MS-09F/Br ドム・バラッジ
  - MS-09F/Br ドム・バラッジ（スタンダードカラー）
- MS-14B 高機動型ゲルググ（ファラク仕様）
  - MS-14B 高機動型ゲルググ（ガルド・クレイズ機）
- EMS-10F ヅダF
- YMS-23C グール
- MA-04X-3 ウムガルナ（モビルアーマー）
- ゲンブ（モビルアーマー）

## 機動戦士Gundam GQuuuuuuX
ここには、テレビアニメおよびアニメーション映画『機動戦士Gundam GQuuuuuuX』の登場兵器を挙げる。
ジオン公国軍
- gMS-Ω GQuuuuuuX（ジークアクス）
- gMS-κ GFreD（ジフレド）
- gMS-α 赤いガンダム（シャア専用ガンダム）
- gMS-01 ゲルググ（リバースエンジニアリング型ガンダム）
- MS-06 ザク
  - MS-06S シャア専用ザク
- MS-09 リック・ドム
  - MS-09 シャリア・ブル専用リック・ドム
- MS-14 （不採用）
- MS-15 ギャン
  - MS-15H エグザベ専用ギャン（ハクジ装備）
- MSM-03 ゴック
- MSM-07 ズゴック
- MAN-03 キケロガ
  - MAN-03 キケロガ可変型
- MA-08 ビグザム

地球連邦軍
- RX-78-01 01ガンダム（ゼロヒトガンダム）
  - RX-78-02 02ガンダム（白いガンダム）
- RX-77-02 ガンキャノン
  - RGM-79　軽キャノン（ライトタイプ・ガンキャノン）
    - RGM-79 セイラ・マス専用軽キャノン
- RX-75 ガンタンク
- MS-06 ザク 連邦鹵獲機
- MRX-010 サイコ・ガンダム
- ORX-139 ハンブラビ

サイド6
- MS-06SSP 軍警ザク
  - MS-06SSPEX　軍警ザク（特殊部隊仕様機）
- MS-06 民間ザク
  - MS-06 ザク・グランバトル仕様
- gMS-01 ゲルググ・グランバトル仕様
  - gMS-01 シイコ・スガイ専用ゲルググ（マグネットコーティング実装機）
- MS-09 元 黒い三連星専用リック・ドム・グランバトル仕様
- RX-75 作業用ガンタンク

並行世界
- MAN-08 エルメス（シャロンの薔薇）
- MS-14S シャア専用ゲルググ
- RX-78-2 ガンダム

## 機動戦士Ζガンダム
ここには、テレビアニメおよびアニメーション映画『機動戦士Ζガンダム』の登場兵器を挙げる。
エゥーゴ、カラバ
- RMS-099 (MSA-099, MSA-009) リック・ディアス（コードネーム：γガンダム）
- MSK-008 ディジェ（テレビ版のみ）
- MSN-00100 (MSN-100, MSN-001) 百式（コードネーム：δガンダム）
- MSA-003 ネモ
- MSA-005 メタス
- MSZ-006 Ζガンダム（コードネーム：ζガンダム）
- RGM-79R (RGM-179, RMS-179) ジムII
- RGM-79N ジム・カスタム（劇場版のみ）
- RGC-83 ジム・キャノンII（劇場版のみ）
- RX-178 ガンダムMk-II
  - RX-178+FXA-05D スーパーガンダム（Mk-IIディフェンサー）
  - RX-178+FXA-05D Gフライヤー
- Jrモビルスーツ（小型モビルスーツ）

ティターンズ（ジュピトリス含む）
- RGM-79Q ジム・クゥエル（劇場版のみ）
- RMS-179 (RGM-179, RGM-79R) ジムII
- RMS-106 ハイザック
  - RMS-106CS (RMS-116)[要出典] ハイザック・カスタム（隠れハイザック）
- RMS-108 マラサイ
- RMS-117 ガルバルディβ
- RX-110 ガブスレイ
- RX-139 ハンブラビ
- RMS-154 バーザム
- RMS-156 グリフォン（漫画版のみ）
- RX-160 バイアラン
- RX-178 ガンダムMk-II
- ORX-005 (ORX-05, CRX-005) ギャプラン（可変モビルアーマー）
- NRX-044 (NRX-004) アッシマー（可変モビルアーマー）
- NRX-055, NRX-055-2, NRX-055-3 (NRX-005) バウンド・ドック（可変モビルアーマー）
- MRX-009 サイコガンダム（可変モビルアーマー）
- MRX-010 サイコガンダムMk-II（可変モビルアーマー）（テレビ版のみ）
- PMX-000 メッサーラ（可変モビルアーマー）
- PMX-001 パラス・アテネ
- PMX-002 ボリノーク・サマーン
- PMX-003 ジ・O
- RX-121-1 ガンダムTR-1[ヘイズル改](劇場版のみ)

地球連邦軍
- RMS-179 ジムII
- RGM-79SC ジム・スナイパーカスタム
- RGC-80 ジム・キャノン
- RMV-1 ガンタンクII
- RX-77-3 ガンキャノン重装型（テレビ版のみ）
- RMS-106 ハイザック（連邦軍仕様）
- MS-06E ザク強行偵察型（テレビ版のみ）
- MS-06K ザクキャノン（テレビ版のみ）
- MS-06M マリン・ハイザック（テレビ版のみ）
- MS-06V ザクタンク
- MS-07H グフ飛行試験型
- MS-11 アクト・ザク
- RMS-117 ガルバルディβ
- MSA-003 ネモ（ジムカラー）
- 戦争博物館収蔵機・赤
- 戦争博物館収蔵機・深緑
- RX-77 ガンキャノン（レプリカ）

ジオン公国軍残党（アクシズ）
- AMX-003 ガザC
- AMX-004 キュベレイ
- AMX-007 ガザE（劇場版のみ）
- MS-21C ドラッツェ（劇場版のみ）

### 機動戦士Ζガンダム（本編未登場）
ここには、テレビアニメおよびアニメーション映画『機動戦士Ζガンダム』の企画時において存在したが、劇中には登場しなかった兵器を挙げる。
エゥーゴ
- エプシィガンダム（コードネーム：εガンダム、本編未登場）

ティターンズ
- RX-106 プロトタイプハイザック（設定のみ）

ジオン公国軍
- MS-06M-1 ザク・マリンタイプ前期型（設定のみ、プラモデル解説書）
- MS-06M-2 (MSM-01) ザク・マリンタイプ後期型

ジオン公国軍残党（アクシズ）
- AMX-001 ガザA
- AMX-002 ガザB

### 機動戦士Ζガンダム（コミックボンボン/電撃コミックス版）
ここには、近藤和久による『機動戦士Ζガンダム』（コミックボンボン/電撃コミックス）の新登場兵器を挙げる。
エゥーゴ
- RX-178V-3 ガンダムMk-II 3号機
  - FA-178 フルアーマーガンダムMk-II
- AMS-99 カノネ・ディアズ

地球連邦軍/ティターンズ
- RX-178V-1 ガンダムMk-II 1号機
- RX-179V-2 ガンダムMk-II 2号機
- RMS-154（RMS-115） バーザム（デュエルアイ）
- RMS-156 グリフォン (GRIFFIN)

ジオン公国軍残党（アクシズ）
- MS-110 チャイカ (CHAIKA)
- MAN-10G-3 G-3（ゲー・ドライ）

### Ζガンダム STANDBY OK
ここには、近藤和久による画集『Ζガンダム STANDBY OK』の登場兵器を挙げる。
ジオン公国軍残党（アクシズ）
- MA-05HG ブラン

### サイドストーリー・オブ・ガンダム・ゼータ
ここには、近藤和久による漫画『サイドストーリー・オブ・ガンダム・ゼータ』（電撃コミックス）の登場兵器を挙げる。
地球連邦軍、ティターンズ
- RX-100 ヒャクシキ・カイ
- RX-178ガンダムMKII・ティターンズ仕様
- RX-178R ガンダムMk-III
- RX-005 シュツルム・イェーガー
- RGM-82 GMII

エゥーゴ（ジオン残党）
- MS-20 ハイザック
- MS-22 マラサイ
- MS-109A ゴブリン
- RMS-154 グリフォン
- TMS-007X Ζグスタフ
- TMA-10X アッシマー
- MA-08R ビグ・ザム
- MAN-07G G-3／ゲー・ドライ（近藤版キュベレイ）

### 機動戦士Ζガンダム フォウ・ストーリー そして、戦士に…
ここには、小説『機動戦士Ζガンダム フォウ・ストーリー そして、戦士に…』の登場兵器を挙げる。
ティターンズ
- MRX-008 サイコガンダム試作8号機

### Ζ-MSV（機動戦士Ζガンダム モビルスーツバリエーション）
ここには、メカニックデザイン企画『Ζ-MSV』の登場兵器を挙げる。
エゥーゴ
- リック・ディアス系
  - MSA-099-2 リック・ディアスII（リック・ディアス改）
- 百式系
  - MSR-00100 (MSR-100, MSR-100S, MSR-00100S) 百式改
  - MSR-00100S (MSR-100S) 量産型百式改
- ネモ系
  - MSA-004 (MSK-004) ネモII
  - MSA-004K (MSK-004K) ネモIII
- メタス系
  - MSA-005K (MSK-005K) ガンキャノン・ディテクター
  - MSA-005M メタス・マリナー（本来の初出は大日本絵画・刊行『GUNDAM WARS II MISSION ΖΖ』）
  - MSA-005S メタス改
- Ζガンダム系
  - MSΖ-006-X1, MSΖ-006-X2, MSΖ-006-X3 プロトΖガンダム（百式ヘッド、ディアス・ヘッド、ネモ・ヘッド）
  - MSΖ-007 量産型Ζガンダム
  - MSΖ-008 ΖII（ゼッツー）
- ガンダムMk-II系
  - FA-178 フルアーマーガンダムMk-II
  - MSF-007 ガンダムMk-III
- ディジェ系
  - SE.DJ-1R ディジェSE-R（機動戦士ガンダム MS大全集）

### 機動戦士Ζガンダム ジェリド出撃命令
ここには、旺文社ゲームブック『機動戦士Ζガンダム ジェリド出撃命令』の登場兵器を挙げる。
ティターンズ
- RMV-3 ガンダムMk-III
- RMV-5 (RMV-05) ガンタンク・ホバー
- ORX-003 ドミンゴ（可変モビルアーマー）

旧ジオン公国軍残党
- MS-09F2 ブリザード・ドム
- MAX-07 (MAX-11) ドゥラ

### モデルグラフィックス/ガンダムウォーズ
ここには、雑誌『MGオリジナルMS Model Graphics エプシィ・ガンダム』（大日本絵画社）の登場兵器を挙げる。
エゥーゴ
- RMS-009RS シュツルム・ディアス
- エプシィガンダム（コードネーム：εガンダム）
- MSN-00100 百式改
- 百壱式Ζガンダム
- MSA-003 ネモ・ハイマニューバータイプ
- MSA-005M メタス・マリナー
- MSΖ-007 ΖレイピアI（コードネーム：ηガンダム）
- MSΖΖ-000 ΖΖII

ティターンズ
- RMS-108 マラサイ改
- RX-139 ハンブラビ Mk-Ib "バンパイア"
- RX-166 ガンダムMk-III イグレイ
- RX-272 ガンダムMk-III
  - RX-272-1 ガンダムMk-III "フーリア"
  - RX-272-2 ガンダムMk-III "ハーピュレイ"
  - RX-272-3 ガンダムMk-III "デュライ"

地球連邦軍
- RX-77-3B ガンキャノン・ベアキャリアII
- RMS-106 ハイザック・サウスポー
- RX-166 ガンダムMk-III "イグレイ"
- MS-06E ザクII・バズノーズ

地球連邦軍/エゥーゴ/カラバ
- MSΖ-006 Ζプラスシリーズ
  - MSΖ-006A1 (MSK-006) ΖプラスA1型（大気圏内専用）
    - MSΖ-006A1 (MSK-006) アムロ専用ΖプラスA1型
    - MSΖ-006A1B ΖプラスA1B型（対地攻撃型ガトリング装備）
    - MSΖ-006A2 ΖプラスA2型（ハイメガキャノン搭載）
    - MSΖ-006BN ΖプラスBN型（対地・対艦型 STOL）

  - MSΖ-006B ΖプラスB型（複座型）
  - MSΖ-006C1 ΖプラスC1型
    - MSΖ-006C1[Bst] ハミングバード（ブースターユニット装着型）
    - MSΖ-006C4 ΖプラスC4型（フライングアーマー装備）

  - MSΖ-006D ΖプラスD型（大気圏内高機動型）
  - MSΖ-006E ΖプラスE型（偵察機仕様）
  - MSΖ-006R (RGZ-006) ΖプラスR型（バックウェポンシステム搭載）
- MSA-0012 (MSA-111) λガンダム（コードネーム：λガンダム、設定のみ）
- MSA-014 (RX-186, MSK-009) Σガンダム（コードネーム：κガンダム、設定のみ）
- RX-90 (MSA-1111) μガンダム（コードネーム：μガンダム、設定のみ）

### ガンダム・センチネル
ここには、雑誌企画『ガンダム・センチネル』の登場兵器を挙げる。
地球連邦軍（α任務部隊）
- MSΖ-006C1 ΖプラスC1型
- MSA-007 ネロ
  - MSA-007E EWACネロ
  - MSA-007T ネロ・トレーナータイプ
  - MSA-007 ネロ（バインダーカノン装備型）（ガンダム・センチネルRPG）
- FA-010A FAZZ
- MSA-0011 (MSZ-011) Sガンダム（コードネーム：ιガンダム）
  - MSA-0011[Ext] Ex-Sガンダム
  - MSA-0011[Bst] Sガンダム（ブースターユニット装着型）
  - MSA-0011[Bst] PLAN 303E Sガンダム ディープ・ストライカー（本編未登場）
- RGM-86R ヌーベル・ジムIII

ニューディサイズ
- ORX-013 ガンダムMk-V
- RMS-141 ゼク・アイン
- RMS-142 ゼク・ツヴァイ
- RMS-143 ゼク・ドライ（設定のみ）
- RMS-154 バーザム改

ネオ・ジオン
- AMX-003 ガザC
- AMX-007 ガザE
- AMX-100 ゾディ・アック（モビルアーマー）

### タイラント・ソード
ここには、雑誌企画『TYRANT SWORD Of NEOFALIA』の登場兵器を挙げる。
アナハイム・エレクトロニクス社・第13開発局 "ネオファリア"
- RS.NF-81-STI-SES ネモ・ソード改
- SX.NFR-01SE タイラント・ソード
  - SX.NFR-01SE タイラント・ソード改 "アグレス"
- SX.NFR-02SEV スレイブ・ソード
- ディジェ・ソード（設定のみ）

エゥーゴ
- エプシィガンダム（設定のみ）
- Ζガンダム（設定のみ）
- メタス（設定のみ）
- リックディアス（設定のみ）

地球連邦軍/ティターンズ
- RS-81 ネモ
  - RS-81-STI ネモ・スタンダード・インプルーブメント
- RS-82B ジムII
  - RS-82B-R ジムII改
- RX-86 サム
- ガンダムMk-II（設定のみ）
- ギャプラン（設定のみ）

木星師団（ジュピトリス）
- ABFS-RR01S メッサーラ・ディノファウスト・ジュピター
  - ABFS-RR01M メッサーラ・ディノファウスト・アルファ
- パラス・アテナ（設定のみ）

アクシズ（ネオ・ジオン）
- MS-04 マラサイ（設定のみ）
- ガザ（設定のみ）
- キュベレイ（設定のみ）
- ゲルググ（設定のみ）
- ザクIII（ザクII改、設定のみ）
- ドム（設定のみ）

### 機動戦士ガンダム C.D.A. 若き彗星の肖像
ここには、漫画『機動戦士ガンダム C.D.A. 若き彗星の肖像』の登場兵器を挙げる。
ジオン公国軍残党（アクシズ、その他ジオン残党含む）
- MS-09R4 (MS-09RN) シュネー・ヴァイス
  - MS-09RN-2 トゥッシェ・シュヴァルツ
- MS-09F ドム・フュンフ
- MS-06F2 ザクII F2型（外宇宙用）
- MS-09R-2 リック・ドムII（外宇宙用）
- MS-06R-1A 高機動型ザクII（黒い三連星専用機）
- MS-14U ゲルググ（外宇宙用）
- AMA-00GR ゼロ・ジ・アール（モビルアーマー）
- MSN-02 パーフェクト・ジオング
- MS-18E ケンプファー
- ガザタイプ試作型

地球連邦軍
- RGM-79GS ジム・コマンド宇宙用（改良型）
- RGM-79SP ジム・スナイパーII
- RGM-79N ジム・カスタム
- RGC-83 ジム・キャノンII
- RX-78-3 G-3ガンダム

ティターンズ
- RGM-79Q ジム・クゥエル

エゥーゴ
- RMS-099 リック・ディアス

### 機動戦士ガンダム エコール・デュ・シエル
ここには、漫画『機動戦士ガンダム エコール・デュ・シエル』の登場兵器を挙げる。
地球連邦軍
- TGM-79C ジム・カナール
  - TGM-79C ジムカナール（宇宙仕様）
- TGM-79C ジム・カンヌ

マリー一派
- YMS-18 プロトタイプ・ケンプファー

エゥーゴ
- MSS-008 ル・シーニュ
- MSS-009 ジェモ

ティターンズ
- ORX-005CS ギャプランカスタム エリシアスペシャル
- ダーグウェ（モビルアーマー）

### 機動戦士ゼータガンダム1/2
ここには、漫画『機動戦士ゼータガンダム1/2』の登場兵器を挙げる。
ティターンズ
- RX-178 ガンダムMk-II（テスト機）
- ハーフガンダム
- アモン・ドッグ

エゥーゴ/カラバ
- ハーフΖガンダム

### ガンダム新体験 グリーンダイバーズ
ここには、劇場アニメーション作品『ガンダム新体験 グリーンダイバーズ』の登場兵器を挙げる。
エゥーゴ/カラバ
- MSΖ-006-3 Ζガンダム3号機

### Competition of NEW GUNDAM ‐RED or WHITE‐
ここには、『Competition of NEW GUNDAM ‐RED or WHITE‐』の登場兵器を挙げる。
アナハイム・エレクトロニクス社
- MSΖ-006-3 Ζガンダム3号機 初期検証型
- MSN-001-2 デルタガンダム弐号機

### アナハイム・ラボラトリー・ログ
ここには、小説配信サイト「矢立文庫」の企画『アナハイム・ラボラトリー・ログ』の登場兵器を挙げる。
エゥーゴ
- MSF-007 ガンダムMk-III 8号機
- MSA-005X-1 メタスX-1
  - MSA-005X-2 メタスX-2
  - MSA-005X-3 メタスX-3

ティターンズ
- RX-80PR-4 ペイルライダーDII
- RGM-79SP ジム・スナイパーII (ティターンズ仕様)
- RGM-79EW EWACジム

ジオン公国軍残党（アクシズ）
- MS-09RSS ドワス改
- MS-14J リゲルグ
- MS-17R 高機動型ガルバルディα
- MS-21D1 ドラッツェ改

### 機動戦士Ζガンダム Define
ここには、漫画『機動戦士Ζガンダム Define』の登場兵器を挙げる。
エゥーゴ
- RMS-099 (MSA-099, MSA-009) リック・ディアス
- MSZ-000 零式
- MSA-003 ネモ
- MSΖ-006 Ζガンダム
- RGM-79R (RGM-179, RMS-179) ジムII
- RX-178 ガンダムMk-II
  - RX-178 ガンダムMk-II×II

ティターンズ
- RMS-179 (RGM-179, RGM-79R) ジムII
- RMS-106 ハイザック
  - RMS-119 アイザック
- RMS-108 マラサイ
- RMS-117 ガルバルディβ
- RX-178 ガンダムMk-II
- ORX-005 (ORX-05, CRX-005) ギャプラン（可変モビルアーマー）
- NRX-044 (NRX-004) アッシマー（可変モビルアーマー）
- MRX-009 サイコガンダム（可変モビルアーマー）
- PMX-000 メッサーラ

地球連邦軍
- RMS-179 ジムII
- RGM-79SC ジム・スナイパーカスタム
- RGC-80 ジム・キャノン
- RMV-1 ガンタンクII
- RX-77-3 ガンキャノン重装型
- RMS-106 ハイザック（連邦軍仕様）
- MS-06E ザク強行偵察型
- MS-06K ザクキャノン
- MS-07H グフ飛行試験型
- MS-11 アクト・ザク
- RMS-117 ガルバルディβ

ジオン公国軍残党（アクシズ）
- AMX-003 ガザC
- AMX-004 キュベレイ
  - AMX-001 プロトタイプ・キュベレイ
- MS-14A ゲルググ
  - MS-14J リゲルグ
- AMX-101 ガルスJ
- AMX-104 R・ジャジャ

## ADVANCE OF Ζシリーズ

### ADVANCE OF Ζ ティターンズの旗のもとに
ここには、雑誌企画『ADVANCE OF Ζ ティターンズの旗のもとに』の登場兵器を挙げる。
ティターンズ・テスト・チーム
- RGM-79CR ジム改高機動型
- RGM-79EW EWACジム（本編未登場）
- RGM-79SR ジム・スナイパーIII
  - RGM-79SR ジム・スナイパーIII［中距離支援ユニット］
  - RGM-79SR ジム・スナイパーIII［高機動型］
- RX-121 ガンダムTR-1［ヘイズル］
  - RX-121 ガンダムTR-1［ヘイズル］（フルアーマー・タイプ）
  - RX-121 ガンダムTR-1［ヘイズル］（最終形態）
  - RX-121-1 ガンダムTR-1［ヘイズル改］
  - RX-121-1 ガンダムTR-1［ヘイズル改・サブアーム装備］
  - RX-121-1 ガンダムTR-1［ヘイズルテスト装備機］（本編未登場）
  - RX-121-1 ガンダムTR-1［ヘイズル改・アドバンスユニット装備］（本編未登場）
  - RX-121-1 ガンダムTR-1［ヘイズル改・ガルバルディβ共用ブースター・ポッド］
  - RX-121-1 ガンダムTR-1［ヘイズル改・イカロス・ユニット］
  - RX-121-1+FF-X29A ガンダムTR-1［ヘイズル・ラー］
    - FF-X29A Gパーツ［フルドド］
- RGM-79Q ジム・クゥエル
  - RGM-79Q ジム・クゥエル［ヘイズル予備機］
  - RGM-79Q ジム・クゥエル [コンペイトウ方面軍仕様]
- RX-121-2 ガンダムTR-1［ヘイズル2号機］
  - RX-121-2A ガンダムTR-1［アドバンスト・ヘイズル］
  - RX-121-2 ガンダムTR-1［ヘイズル・アウスラ］（緊急脱出ポッド［プリムローズ］装備状態）
- RMS-106 ハイザック
  - YRMS-106 ハイザック先行量産型
  - YRMS106+BL-85X バイザックTR-2［ビグウィグ］
  - RMS-106C ハイザック・キャノン
- NRX-044 アッシマー
  - NRX-044(R) プロトタイプアッシマーTR-3［キハール］（可変モビルアーマー）
  - NRX-044(R) プロトタイプアッシマーTR-3［キハール］（重力下仕様）
- RX-107 ロゼット
  - RX-107 TR-4［ダンディライアン］
  - RX-107 ロゼット強化陸戦形態
- ORX-005 ギャプランTR-5［ファイバー］（可変モビルアーマー 大気圏離脱・再突入ユニット装備状態）
  - ORX-005 ギャプランTR-5［フライルー］（可変モビルアーマー）
  - ORX-005 ギャプランTR-5［アドバンスド・フライルー］（可変モビルアーマー エリア・ドミナンス（領域支配）機仕様）
- RX-124 ガンダムTR-6［ウーンドウォート］
- RMS-117 ガルバルディβ
  - RMS-117 高機動型ガルバルディβ

旧ジオン公国軍残党
- MS-06F ザクII
  - MS-06 ザクII［シュトゥッツァー］
- MS-09R リック・ドム（ジオン残党仕様）
  - MS-09R リック・ドム［シュトゥッツァー］
- MS-14B ゲルググ（ジオン残党仕様）
  - MS-14 ゲルググ［シュトゥッツァー］

エゥーゴ（旧ジオン公国軍残党）
- MSA-003 ネモ
  - MSA-003 ネモ・カノン
- MSA-099 リック・ディアス
  - MSA-099 リック・ディアス［シュトゥッツァー］
- NRX-044 アッシマー （鹵獲機）

### ADVANCE OF Ζ 刻に抗いし者
ここには、雑誌企画『ADVANCE OF Ζ 刻に抗いし者』の登場兵器を挙げる。
ケラウノス(エゥーゴ)
- RGM-79C ジム改［ケラウノス所属機］
  - RGM-79C[WAGTAIL] ジム改［ワグテイル］
  - MSK-003 ワグテイルII
- RMS-106 ハイザック［ケラウノス所属機］
  - RMS-106 ハイザック［アイリス］
  - RMS-106 ハイザック［エピデンドルム］
- RGC-83 ジム・キャノンII［ルシアン・ベント専用機］
  - RGC-83 ジム・キャノンII［ホワイトコーラル］
- MSW-004 ガンダム［ケストレル］
- MSA-003 ネモ
  - MSA-003＋FXA-05D ネモ・ディフェンサー
- RMS-099 リック・ディアス
  - RMS-099 リック・ディアス［デルフォイ所属機］
- MSA-005 メタス［エーヴィ・アルヴァ専用機］

ティターンズ
- RGM-79Q ジム・クゥエル
- MS-06E-3 ザクフリッパー
- RMS-106 ハイザック
  - RX-106E(RMS-106E) ハイザック［ヴァナルガンド］
- RMS-154 バーザム
- NRX-033 マタ・ビリ (モビルフォートレス)
- NRX-044 アッシマー
  - NRX-044Q アッシマー［ダンダチャクラ］
- ORX-007 ハティ（モビルアーマー）
- ORX-009 ガンダム［スコル］
- RMS-108 マラサイ
- RX-110C ガブスレイ［フギン］
  - RX-110NT-1 ガブスレイ［ムニン］
- RX-136-1 ラクシャサ（モビルアーマー）

### ADVANCE OF Ζ 刻に抗いし者外伝 審判のメイス
ここには、雑誌企画『ADVANCE OF Ζ 刻に抗いし者外伝 審判のメイス』の登場兵器を挙げる。
デルフォイ(地球連邦軍)
- ORX-008 ガンダム［グリンブルスティ］
- RGM-86 ジムIII
  - RGM-86+FXA-05D ジムIII・ディフェンサー
- MS-05 ザクI

地球連邦軍
- RMS-154 バーザム（地球連邦軍カラー）

ネオ・ジオン、カメラード連合軍
- AMX-003 ガザC
- AMX-103 ハンマ・ハンマ
- MS-14J リゲルグ
- RMS-099B シュツルム・ディアス
- RGM-86 ジムIII (鹵獲機）

「パチモン」ガンダム・チーム（漫画版のみ登場）
- ガンダムMk-IIのニセモノ（バーザム改造機）
- 百式（ジム改造機）
- Ζガンダム（ザクII改造機）

### A.O.Z Re-Boot ガンダム・インレ-くろうさぎのみた夢-
ここには、漫画『A.O.Z Re-Boot ガンダム・インレ-くろうさぎのみた夢-』の登場兵器を挙げる。
レジオン
- ARZ-125 リハイゼ
- RX-124 ガンダムTR-6［キハールII］レジオン鹵獲仕様
  - ARZ-124KH2EW ガンダムTR-6［キハールII］EWAC形態
- ARZ-106HZ ハイザック（レジオン鹵獲仕様）
  - ARZ-106HZ ハイザック（レジオン鹵獲仕様）軽装型
  - ARZ-106GZk グラン・ザック（グランユニット装着機）
  - ARZ-106 ローザック（作業用ハイザック）
  - ARZ-106M マリン・ハイザック（レジオン鹵獲仕様）
    - ARZ-106M2 アクア・ハイザック （レジオン鹵獲仕様）
- ARZ-108 レジオン・マラサイ
  - ARZ-108GMr グラン・マラサイ（グランユニット装着機）
- ARZ-154 バーザム（レジオン鹵獲仕様）
  - ARZ-154 グラン・バーザム（グランユニット装着機）
- ARZ-154BZ バーザムII（レジオン鹵獲仕様）
  - ARZ-154BZ グラン・バーザムII（グランユニット装着機）
  - ARZ-154M アクア・バーザム
- ARZ-124 HB-IIM アクア・ハンブラビII
- RGM-79Q ジム・クゥエル（有人標的機）

ティターンズ残党
- ARZ-79GQ アーリー・ヘイズル
- RGM-79Q ジム・クゥエル
  - RGM-79Q ズサブースター・マリンタイプ＋装着型ジム・クゥエル

火星独立ジオン軍（ジオンマーズ）
- AMX-011G ザクIII（ジオンマーズ仕様）
  - AMX-011EW ザクIII強行偵察型
- AMX-009G ドムIII
- AMX-101S ガルスS
  - AMX-101S ガルスS中距離支援型
- AMX-001 ガザA（ジオンマーズ仕様）
  - AMX-003M カザM（水中用ガザ）
- AMX-008M ガ・ゾウムマリンタイプ
- MAN-08 ヘリオス（NT用モビルアーマー）
  - MAN-08S-M ヘリオス・マリナー
- AMA-01S ビグ・ザムール（モビルアーマー）

## 機動戦士ガンダムΖΖ
ここには、テレビアニメ『機動戦士ガンダムΖΖ』の登場兵器を挙げる。
エゥーゴ、カラバ
- MSA-003 ネモ
- MSA-005 メタス
- MSN-00100 百式（コードネーム：δガンダム）
- MSZ-006 Ζガンダム（コードネーム：ζガンダム）
- MSZ-010 ΖΖガンダム（コードネーム：θガンダム）
  - MSZ-010S 強化型ΖΖガンダム
  - FA-010S フルアーマーΖΖガンダム
- RGM-79R (RGM-179, RMS-179) ジムII
- RGM-86R ジムIII
- RMS-099 リック・ディアス
- RMS-099B シュツルム・ディアス（小説版のみ）
- RX-178 ガンダムMk-II

ネオ・ジオン (ハマーン軍、グレミー軍含む）
- AMA-01X ジャムル・フィン（可変モビルアーマー）
  - AMA-01X+AMF-02R ジャムル・フィン&メガブースター
- AMX-003 ガザC
  - AMX-006 ガザD
  - AMX-008 ガ・ゾウム
- AMX-004 キュベレイ
  - AMX-004-2 (AMX-005), AMX-004-3 キュベレイMk-II
  - AMX-004G (AMX-017) 量産型キュベレイ
- AMX-009 ドライセン
- AMX-011 ザクIII
  - AMX-011S ザクIII改
- AMX-014 ドーベン・ウルフ
- AMX-015 ゲーマルク
- AMX-101 ガルスJ
  - AMX-101 永野版ガルスJ（漫画版のみ）
- AMX-102 ズサ
- AMX-103 ハンマ・ハンマ
- AMX-104 R・ジャジャ
- AMX-107 バウ
  - AMX-107 バウ（量産型）
- AMX-109 カプール
- AMX-117R、 AMX-117L ガズアル、ガズエル
- NRX-044 (NRX-004) アッシマー（可変モビルアーマー）
- NZ-000 クィン・マンサ
- MRX-010 サイコガンダムMk-II（可変モビルアーマー）
- MS-06D ディザート・ザク
- MS-06F ザクII
- MS-09G ドワッジ
- MS-14J リゲルグ
- RMS-099B シュツルム・ディアス
- RMS-106 ハイザック
  - RMS-119 アイザック
- RMS-108 マラサイ
- RMS-192M ザク・マリナー

旧ジオン公国軍残党 (ロンメル隊)
- MS-06D ディザート・ザク
- MS-09H ドワッジ改

アフリカ解放戦線・青の部隊
- MS-06D ディザート・ザク
  - MS-06D ディザート・ザク（青の部隊所属機）
- MS-09G ドワッジ
- MS-14A ゲルググ（青の部隊所属機）
- RMS-119 アイザック（青の部隊所属機）

アナハイム・エレクトロニクス社
- MSA-003 ネモ

スタンパ・ハロイ所有機
- MS-05B ザクI
- MS-06V ザクタンク
- MSM-03 ゴッグ
- MSM-04 アッガイ
  - MSM-04N アッグガイ
- MSM-07 ズゴック
- MSM-08 ゾゴック

その他
- MS-14A ゲルググ（マサイ・ンガバ搭乗機）
- ゲゼ
- キャトル（モビルスーツ原型作業機械）
- プチ・MS（小型作業用モビルスーツ）
- ミドル・MS（中型作業用モビルスーツ）

### 機動戦士ガンダムΖΖ（本編未登場）/ΖΖ-MSV（ΖΖモビルスーツプラン）
ここには、テレビアニメ『機動戦士ガンダムΖΖ』の企画時において存在したが、劇中には登場しなかった兵器を挙げる。
エゥーゴ
- M1（本編未登場）
- ΖΖガンダム没案（本編未登場）
  - オメガガンダム
  - ネオガンダム
  - ホワイトガンダム（ワイツミラージュ、永野版ΖΖガンダム）
- FA-010X スーパーGフォートレス（プラモデル解説書）
- MSA-005M メタス・マリナー（本編未登場）

カラバ
- MSΖ-006A1 (MSK-006) ΖプラスA1型（アムロ専用機、本編未登場）

地球連邦軍
- RMS-188M ザクダイバー（本編未登場/ΖΖ-MSV）
- ハイパス（本編未登場）

ネオ・ジオン
- AMX-008B ガ・ゾウム・ガンナー（プラモデル解説書）
- ORX-013 G-V（ガンダムMk-V、本編未登場）
- ハイパス（本編未登場）

旧ジオン公国軍残党
- MS-06DRC ディザートザク（ロンメル・カスタム)（本編未登場/ΖΖ-MSV）
- MS-14D ディザートゲルググ（本編未登場/ΖΖ-MSV）

### 機動戦士ガンダムΖΖ（ゲームブック）
ここには、ゲームブック『機動戦士ガンダムΖΖ（ゲームブック）』の登場兵器を挙げる。
エゥーゴ
- MSZ-006 ヴァリアブルガンダム
- MSA-005X アニュス・デイ
- Z2ガンダム

地球連邦軍
- ガンダムMk-IIIグーファー
- キリマン・マラサイ

ティターンズ
- グルンドゥール

アクシズ
- AMX-003T ガザT
- AMX-107bis バウbis
- クィンテット・キュベレイ

### ダブルフェイク アンダー・ザ・ガンダム
ここには、漫画『ダブルフェイク アンダー・ザ・ガンダム』の登場兵器を挙げる。
モノトーン・マウス社
- MWS-19051G Dガンダムファースト
  - MWS-19051G-2 Dガンダムセカンド
- ミドルモビルスーツ
- プチモビルスーツ
  - ザクヘッド

地球連邦軍
- MSA-008 (RGM-87) バージム
- RGD-X1 GDストライカー（本編未登場）
- RGD-X2 GDキャノン
- RGD-X3 GDバストライナー（本編未登場）
- RGM-79GS ジム・コマンド "ハンマーヘッド"
- RGM-89B ジェガン改
- RGX-03 Dガンダムサード
  - RGX-04 Dガンダムフォース（本編未登場）
    - RGX-04 Dガンダムフォース&Dクルーザー（Gクルーザー、本編未登場）
- Jガンダム（本編未登場）

カラード
- AMX-003S ガザC改
  - AMX-003S ガザC改 "ダブルバスター"
- AMX-011C ザクIII後期型
- AMX-016 ガザW
- AMX-102C ズサ・カスタム

ネオ・ジオン
- AMX-002 ガザB（本編未登場）
- AMX-012 グザ（本編未登場）
- AMX-013 ズサ・ダイン
- AMS-119 ギラ・ドーガ
- AMX-121 クエル・ドーガ（本編未登場）
- MS-06 ザクII
- MSN-03 ヤクト・ドーガ
- MSN-X4 バギ・ドーガ
- ドーガ（正式名称不明）
- メラ・ドーガ（クオータースーツ）

### 機動戦士VS伝説巨神 逆襲のギガンティス
ここには、漫画『機動戦士VS伝説巨神 逆襲のギガンティス』の登場兵器を挙げる。
地球連邦軍
- MSΖ-009M メガゼータ
- ジム・スナイパー,EX
- デコプチ（デコレーション・プチモビルスーツ）

ネオ・ジオン（木星圏部隊）
- MS-06 ザクII
- MS-10 ペズン・ドワッジ
- MS-R12 リックギガン
- MS-16 ドガッシャ
- デコプチ
- 巨神

ネオ・ジオン（シャア・アズナブル部隊）
- MS-110 キタラ
- スザク（S・ザク・ザクIII改・改）
- MA-08-2 ビグ・ザム改

### 機動戦士ガンダムΖΖ外伝 ジオンの幻陽
ここには、漫画『機動戦士ガンダムΖΖ外伝 ジオンの幻陽』の登場兵器を挙げる。
ネオ・ジオン
- AMX-109 カプール
- AMX-009 ドライセン
- AMX-003 ガザC
- AMX-006 ガザD
- AMX-102 ズサ
- AMX-004-2 キュベレイMk-II
- AMX-104 R・ジャジャ
- AMX-101 ガルスJ
- MS-14J リゲルグ
- AMX-115 ゲーマルク
- AMX-117R、 AMX-117L ガズアル、ガズエル

エゥーゴ
- RMS-009 リック・ディアス
- MSA-003 ネモ
- RMS-099S+D Defenser スーパー・ディアス
- MSΖ-010 ΖΖガンダム
- RX-178 ガンダムMk-II
- MSN-00100 百式
- MSΖ-006 Ζガンダム
- MSΖ-008 ΖII
- MSA-005 メタス

カラバ
- MSK-100S 陸戦用百式改
- MSA-005K ガンキャノン・ディテクター
- MSS-009 ジェモ

地球連邦軍
- RGM-86R ジムIII

ティターンズ残党
- RMS-108 マラサイ
- RMS-106 ハイザック

### 機動戦士Oガンダム
ここには、雑誌企画・小説『機動戦士Oガンダム』の登場兵器を挙げる。
新生エゥーゴ
- MSF-000 Oガンダム
- MSU-010 ΖガンダムMk-II
- PCX-005 グランド・ザック

スーパー・ジオン
- MOX-012 サイコガンダムMk-IV
- NNT-001 ガザX
- PCX-005 グランド・ザック

ジ・オウン
- ブシ
- コムソ
- ダイミョウ

その他
- 百一式

### 機動戦士ガンダム ヴァルプルギス
ここには、漫画『機動戦士ガンダム ヴァルプルギス』の登場兵器を挙げる。
地球連邦軍
- AGX-11 オーヴェロン
  - AGX-11 オーヴェロン（ジ・Oアーマー装着形態）
  - AGX-11+PMX-000G オーヴェロン＋メッサーラ・グラシュティン
- MSZ-008V ΖII V型
  - MSZ-008V[Bst] ΖII V型Bst仕様
- ネモ・リメス
- MSZ-009H2 ヘッジホッグ（設定のみ）
  - MSZ-009H3 ファーヴニル
    - MSZ-009H3 ファーヴニル（ギャプランアーマー装着形態）

ネオ・ジオン
- AMX-114 ディマーテル
- MS-11R ザク・マシーナリー
  - MS-11RS ザク・マシーナリー（エルナルド機）
- AMX-011S  ザクIII改

アンブローシア
- PMX-000G メッサーラ・グラシュティン

## 機動戦士ガンダム 逆襲のシャア
ここには、アニメーション映画『機動戦士ガンダム 逆襲のシャア』、小説漫画『機動戦士ガンダム 逆襲のシャア ベルトーチカ・チルドレン』の登場兵器を挙げる。
地球連邦軍（ロンド・ベル含む）
- RGM-89 ジェガン
- RGZ-91 リ・ガズィ
- RX-93 νガンダム （映画版のみ）
  - RX-93-ν2 Hi-νガンダム （『ベルトーチカ・チルドレン』のみ）
- RGM-86R ジムIII

ネオ・ジオン (新生ネオ・ジオン)
- AMS-119 ギラ・ドーガ
- MSN-03 ヤクト・ドーガ(ギュネイ機)（映画版のみ）
  - MSN-03 ヤクト・ドーガ(クェス機)（映画版のみ）
  - MSN-03-2 サイコ・ドーガ（サイコ・ギラ・ドーガ）（『ベルトーチカ・チルドレン』のみ）
- MSN-04 サザビー（映画版のみ）
  - MSN-04-2 (MSN-04II) ナイチンゲール（『ベルトーチカ・チルドレン』のみ）
- NZ-333 α・アジール
- RMS-116H ホビー・ハイザック

### 機動戦士ガンダム ハイ・ストリーマー
地球連邦軍
- RGM-88X ジェダ

ネオ・ジオン(新生ネオ・ジオン)
- MSN-04X サザビー試作実験機

エグム
- MS-06 ホビー・ザク
- ガブール・ベルグソン式2型

### CCA-MSV（機動戦士ガンダム 逆襲のシャア モビルスーツバリエーション）
ここには、メカニックデザイン企画『CCA-MSV』の登場兵器を挙げる。
地球連邦軍
- ジェガン系
  - RGM-89S スターク・ジェガン（機動戦士ガンダム MS大全集）
  - RGM-90 ジェガン重装型（プラモデル解説書）
- リ・ガズィ系
  - RGΖ-91B リ・ガズィ・カスタム（機動戦士ガンダム MS大全集）
- νガンダム系
  - RX-93 νガンダム ダブルフィン・ファンネル装備型（プラモデル解説書）
  - FA-93 フルアーマーνガンダム（機動戦士ガンダム MS大全集）
  - FA-93HWS νガンダム（HWS装備型）（映画パンフレット）
  - RX-93-ν2 Hi-νガンダム (データコレクション)
  - RX-94 量産型νガンダム（機動戦士ガンダム MS大全集）

ネオ・ジオン(新生ネオ・ジオン)
- MSN-04-2 (MSN-04II) ナイチンゲール (データコレクション)

- ギラ・ドーガ系
  - AMX-119 ギラ・ドーガ重装型（機動戦士ガンダム MS大全集）
  - AMX-119S ギラ・ドーガ改（プラモデル解説書）
  - AMX-120X ギラ・ドーガ サイコミュ試験型（プラモデル解説書）
- α・アジール系
  - NZ-222 サイコ・ドーガ
  - NZ-444 β・アジール（プラモデル解説書）

### 機動戦士ガンダム ジオンの再興
ここには、漫画『機動戦士ガンダム ジオンの再興』の登場兵器を挙げる。
ネオ・ジオン
- MS-06D ディザート・ザク
- MS-09E ドワッジE型
  - MS-09G ドワッジG型
  - MS-09K ドワッジK型
- MS-106B ハイザックB型
  - MS-106D ハイザックD型（陸戦用強襲型）
- MS-108E マラサイE型
  - MS-108G マラサイG型（陸戦用強化型）
  - MS-108H マラサイH型
  - MS-108S マラサイS型
- MS-109A スツーカ（ゴブリン）
  - MS-109D スツーカ・デザートタイプ
- PMX-003 ジ・O II
- PMX-005 ブレッダ
- AMS-119A1 ギラ・ドーガ（陸戦用重装型）
- MSN-04B サザビー（陸戦用重装型）
- MAN-010 ゲー・ドライ（モビルアーマー）
- ORX-005EX シュツルム・イェーガー（可変モビルアーマー）

地球連邦軍
- Ζガンダム系
  - A/FMS-007II (MSZ-007C) Ζガンダム（大気圏内仕様）
  - RGΖ-91 リ・ガズィ
- MSA-003 ネモ（陸戦型）
- RGM-79E ジムII（陸戦型）
- RGM-86T ジムIII（陸戦用重装型）
- RGM-89T ジェガン（陸戦用重装型）
- RX-178B ガンダムMk-II B型（陸戦用重装型）
- SSMS-010 (SSMS-010ΖΖ) ΖΖガンダム（大気圏内仕様）
- PX-00531 試作型νガンダム

### 新MS戦記 機動戦士ガンダム短編集
ここには、漫画『新MS戦記 機動戦士ガンダム短編集』の登場兵器を挙げる。
アクシズ
- AMX-103P ワルキューレ(WAIQUEURE)
- MS-15 PLUS（MS-15S）ギャンEX(GANN EX)

ネオ・ジオン
- MS-16（AMS-119） ギラ・ドーガ(GEARA-DOGA)
  - MS-16 ギラ・ドーガ（フレデリック・F・ブラウン機）
- MS-19E（AMS-119E） ホーク・アイ（高機動型アイ・ザック）
- MSM-07 ズゴックII（近藤版ズゴック）
- PMS-007 ジャギュア (JAGUAR I)
- PMS-007B ジャギュア・ツヴァイ (JAGUAR II(Zwei)) （宇宙型ジャギュア）

地球連邦軍
- RX-78M ガンダムサブマリーン
- RGM-79U アクア・ジム
- RX-92B 試作型νガンダム（本編未登場）
  - RX-92LAS (MF-92S) Gコマンダー
- RAX-778 G-RAY （モビルアーマー）
- PG-3 （シロッコ搭乗ガンダム）

### 機動戦士ガンダム クラシックオペレーション/アドバンスドオペレーション/リターン・オブ・ジオン
ここには、コンピュータゲーム『機動戦士ガンダム クラシックオペレーション』、『機動戦士ガンダム アドバンスドオペレーション』、『機動戦士ガンダム リターン・オブ・ジオン』の登場兵器を挙げる。
ネオ・ジオン
- ザクII系
  - MS-06D ザク・デザートタイプ
  - MS-06EW ザク早期警戒型
  - MS-06FZ ザクII後期型
  - MS-06M ザク・マリンタイプ
- ドム系
  - MS-09C (MS-09PS) ドム中距離支援型（ドムプラス）
  - MS-09D ドム
  - MS-09G ドワッジ後期型
  - MS-09H ドワッジ
- ゲルググ系
  - MS-14C-2 ゲルググ中距離支援型
  - MS-14D ゲルググ
  - MS-14S ゲルググ
- MS-18E ケンプファー
- YMS-16M ザメル
- MSM-03C ハイゴッグ改
- MSM-07E ズゴックE
- ハイザック系
  - MS-106D ハイザック D型（陸戦用強襲型）
  - RMS-119 アイザック
- マラサイ系
  - MS-108G マラサイ G型（陸戦用強化型）
  - MS-108H マラサイ H型
- スツーカ系
  - MS-109A ゴブリン
  - MS-109D スツーカ
  - MS-109F ガフ
- PMX-003 ジ・O II
- PMX-005 ブレッダ
- AMX-009 ドライセン
- AMX-104 R・ジャジャ
- AMX-110 ザクIII
  - AMX-110E ザクIII強行偵察型
- AMS-119 ギラ・ドーガ
- AMS-04B (MSN-04B) サザビー（陸戦用重装型）
- MAN-010 ゲー・ドライ（モビルアーマー）
- ORX-005 ギャプラン（可変モビルアーマー）

地球連邦軍
- Ζガンダム系
  - A/FMS-007II (MSΖ-007C) Ζガンダム（大気圏内仕様）
  - MSΖ-007S Ζイージィ
  - MSΖ-007AR (RGΖ-91AO) ZARG（リファインゼータ改、リ・ガズィ・アナザー・オペレーション）
- MSA-003 ネモ
  - MSA-003E 早期警戒型ネモ
- ジム系
  - RGM-79C ジム改
  - RGM-79E ジム索敵型
  - RGM-79D ジム寒冷地仕様
  - RGM-79N ジムカスタム
  - RGM-79P パワードジム
  - RGM-79U アクア・ジム
- RGC-83C ジムキャノンII
- RGM-179 ジムII
  - RGM-79E ジムII（陸戦型）
- RGM-86R ジムIII
  - RGM-86T ジムIII（陸戦用重装型）
  - RGM-86EW 早期警戒型ジムIII
- RGM-89 ジェガン
  - RGM-89T ジェガン（陸戦用重装型）
- RMV-1E ガンタンクII改
- RX-77D-2 ガンキャノン量産型改
- RX-178B ガンダムMk-II B型（陸戦用重装型）
- SSMS-010 (SSMS-010ΖΖ) ΖΖガンダム（大気圏内仕様）
- YRX-90A (YRA-90A) μガンダム

### コミックボンボン
ここには、雑誌『コミックボンボン』の登場兵器を挙げる。
地球連邦軍
- RX-95 (JRX-0095-V1) バリアントガンダム（Vガンダム）

### 機動戦士ガンダム シャアの帰還
ここには、ゲームブック『機動戦士ガンダム シャアの帰還』の登場兵器を挙げる。
ティターンズ
- HMX-000／HMX-000-X3 ノクチュルヌ

### 機動戦士ガンダム ムーンクライシス
ここには、漫画『機動戦士ガンダム ムーンクライシス』の登場兵器を挙げる。
地球連邦軍
- Ζガンダム系
  - MSΖ-006C1 ΖプラスC1型
  - MSΖ-006P Ζプロンプト
  - MSΖ-006PL1 Ζプルトニウス
- MSΖ-010 ΖΖガンダム
- RX-94 量産型νガンダム
- RGZ-91 リ・ガズィ
- RGM-86R ジムIII
- RGM-89 ジェガン
  - RGM-89 ESMジェガン
- MSA-003 ネモ
- MSA-007 ネロ
- NRX-044 (NRX-004) アッシマー（可変モビルアーマー）

ネオ・ジオン/ヌーベル・エゥーゴ混成部隊
- MS-05 ザクI
- MS-06 ザクII
- MS-06FZ ザクII改
- AMX-004G 量産型キュベレイ
- AMX-009 ドライセン
- AMX-014 ドーベンウルフ
- AMX-015 ゲーマルク
- AMX-110 ザクIII
- AMS-119 ギラ・ドーガ
- AMX-210 ヴォルテール
- MSN-03 ヤクト・ドーガ
- グラン・ジオング
- ファントム（無人機）

### 機動戦士ガンダムReon
ここには、漫画『機動戦士ガンダムReon』の登場兵器を挙げる。
U.A.I社
- EX-05-U レオン
  - EX-05-U レオン（アンチファンネルシステム搭載重装型）

FA-MAS
- マグマックス
- RX-93 νガンダム（ダブル・フィンファンネル装備型）
- ザク・トレーナー改（FA-MAS仕様ザク）

地球連邦軍
- NZ-000 クィン・マンサ

### ガンダムMSグラフィカ
ここには、書籍『ガンダムMSグラフィカ』の登場兵器を挙げる。
アナハイム・エレクトロニクス
- MSN-001 デルタガンダム

EARM
- レイウルス（モビルアーマー）

### ニュータイプ
ここには、雑誌『ニュータイプ』の登場兵器を挙げる。
- MS-23 ガルバルディ
- MS-24 リック・ディアス
- MS-35 ハチカ
- MS-36 ギラ・ドーガ
- MS-37 ノイ
- MS-38 ハンマ・ハンマ（永野版ハンマ・ハンマ）
- MAN-103 キュベレイ
- MAN-104(MSae-39) ナハトガル（永野版ナイチンゲール）

### 機動戦士ガンダム MSV-R ジョニー・ライデンの帰還
ここには、漫画『機動戦士ガンダム MSV-R ジョニー・ライデンの帰還』の登場兵器を挙げる。
地球連邦軍
- ORX-005 ギャプラン
  - ORX-005 ギャプラン（ヴァースキ大尉機）
  - ORX-005 ギャプラン（イングリッド0専用機）
- FA-78-2 ヘビーガンダム（イングリッド0専用機）
- RMS-117 ガルバルディβ（フィーリウス・ストリーム専用機）
- RX-178 ガンダムMk-II（ヴァースキ大尉機）
  - FA-178 フルアーマーガンダムMk-II（ヴァースキ大尉機）
- RGM-79V ジム・ナイトシーカー
  - RGM-79V ジム・ナイトシーカー (宇宙仕様)
  - RGM-79V ジム・ナイトシーカー（ヴァースキ大尉機）
    - RGM-79V ジム・ナイトシーカー（ヴァースキ大尉機/宇宙仕様）

テミス (FSS)
- MS-14C-1A ゲルググキャノン（ジャコビアス・ノード専用機）
- YMS-15E ギャン・エーオース（ユーマ・ライトニング専用機）
- RGM-79Q ジム・クゥエル
- MS-14J/BR ゲルググ・ウェルテクス
  - MS-14J/BR ゲルググ・ウェルテクス・プラス
  - MS-14J/BR ゲルググ・ウェルテクス・テスタロッサ
  - MS-14J/BR ゲルググ・ウェルテクス・キュアノス
  - MS-14J/BR ゲルググ・ウェルテクス・クサントス

ネオ・ジオン (新生ネオ・ジオン)
- MS-11 アクト・ザク
- AMX-003 ガザC
- AMX-107 バウ
- MSK-008 シャア専用ディジェ
  - MSK-008S ディジェ・トラバーシア
- RMS-099B シュツルム・ディアス
- RMS-119 アイザック
- RMS-108 マラサイ
- MS-09R-2 リック・ドムII

### 機動戦士ムーンガンダム
ここには、漫画『機動戦士ムーンガンダム』の登場兵器を挙げる。
ムーン・ムーン
- AMX-123X-X ムーンガンダム
- キャトル（モビルスーツ原型作業機械）
- MSZ-010A1 シータプラス
- AMX-010 ガザG

地球連邦軍 (ロンド・ベル)
- MSK-008R リック・ディジェ
  - MSK-008R リック・ディジェ改
- RGM-86R ジムIII
  - RGM-86RF ジムIII・パワード
    - RGM-86RF・FA ジムIIIパワードFA〈ブルドック〉
- MSZ-010A1 シータプラス
- RX-93 νガンダム (アムロプラン)（資料データのみ）
- RGM-88X ジェダ
  - RGM-88X ジェダ（アムロ・レイ大尉機）
  - RGC-90XC ジェダキャノン〈ジェダブル〉
- RGZ-91X リガズィード
- MSA-003 ネモ

ティターンズ残党
- MRX-013-3 G-ドアーズ
- RMS-108 マラサイ
- RMS-117 ガルバルディβ
- RMS-141 ゼク・アイン
- RMS-154 バーザム

ネオ・ジオン (アタラント3)
- AMX-104L RS・ジャジャ
- AMX-117RG、AMX-117LG ガズアル・グラウ、ガズエル・グラウ
  - AMX-117LG ガズ・グラウBB
- AMS-123X バルギル
  - AMS-123X バルギル（ガンダムヘッド搭載型）
- EMS-13 アッグジン

ネオ・ジオン（過激派）
- AMA-103 メドゥッサ
- AMX-015-4S ダグ・ドール
- AMX-116 ザクⅣ
  - AMX-116S 指揮官用ザクⅣ（イリア・パゾム機）
- AMX-008 ガ・ゾウム
- AMX-010 ガザG
- AMA-X9  ギガッザム（モビルアーマー）

ネオ・ジオン (シャア)
- AMX-107P サイコバウ
- MSN-04X2 サザビー
- AMS-119 ギラ・ドーガ

ルオ商会
- MSK-008R リック・ディジェ

## 機動戦士ガンダムUC
ここには、小説版およびアニメ版（OVA版およびテレビシリーズ）の『機動戦士ガンダムUC』、漫画『機動戦士ガンダムUC バンデシネ』における登場兵器を挙げる。
民間
- RX-0 ユニコーンガンダム
  - RX-0 フルアーマー・ユニコーンガンダム
- TOLRO-800 トロハチ
- ARX-014 シルヴァ・バレト（ガンダム・ヘッド型）（アニメ版のみ）

地球連邦軍 (ロンド・ベル、エコーズ含む)
- D-50C/D50C ロト
- MSN-001A1 デルタプラス
- MSA-003 ネモ
  - MSA-004K (MSK-004K) ネモIII（アニメ版のみ）
- MSA-005K ガンキャノン・ディテクター
- RAG-79 アクア・ジム
- RAS-96 アンクシャ
- RGM-86R ジムIII
- RGM-89 ジェガン
  - RGM-89D ジェガンD型
    - RGM-89D ジェガンD型 （シャイアン基地配備機）（アニメ版のみ）
    - RGM-89D ジェガン (高機動型仕様)（アニメ版のみ）
    - RGM-89DEW EWACジェガン（アニメ版のみ）

  - RGM-89De ジェガン（エコーズ仕様）（アニメ版のみ）
    - RGM-89De ジェガン（エコーズ仕様、コンロイ・ハーゲンセン機）（アニメ版のみ）

  - RGM-89S スタークジェガン
    - RGM-89S プロト・スタークジェガン（アニメ版のみ）

  - RGM-89A2 ジェガンA2型（ゼネラル・レビル配備機）（アニメ版のみ）
- RGM-96X ジェスタ
  - RGM-96X ジェスタ・キャノン
- RGZ-91 リ・ガズィ（OVA版のみ）
- RGZ-95 リゼル
  - RGZ-95C リゼル（隊長機）
  - RGZ-95C リゼルC型（ゼネラル・レビル配備機）（アニメ版のみ）
  - RGZ-95C リゼルC型（ディフェンサーbユニット、ゼネラル・レビル配備機）（アニメ版のみ）
- RMS-179 ジムII
  - RMS-179 ジムII・セミストライカー（アニメ版のみ）
- RMV-1 ガンタンクII
- RX-0 ユニコーンガンダム2号機・バンシィ(小説版)
  - RX-0 ユニコーンガンダム2号機・バンシィ(アニメ版)
  - RX-0[N] バンシィ・ノルン（アニメ版のみ）
- RX-0 ユニコーンガンダム3号機・フェネクス（小説版のみ）
- RX-160S バイアラン・カスタム（アニメ版のみ）
  - RX-160S-2 バイアラン・カスタム2号機（漫画『バンデシネ』のみ）
- MSZ-006A1 (MSK-006) ΖプラスA1型（OVA版のみ）
- FD-03 グスタフ・カール（アニメ版のみ）
- AMS-129 ギラ・ズール（ネェル・アーガマ鹵獲機）（アニメ版のみ）
  - AMS-129 ギラ・ズール（親衛隊機、ネェル・アーガマ鹵獲機）（アニメ版のみ）
- NZ-666 クシャトリヤ・ベッセルング（アニメ版のみ）
  - NZ-666 クシャトリヤ・リペアード（アニメ版のみ）

袖付き(ネオ・ジオン残党軍)
- AMS-119 ギラ・ドーガ
  - AMS-119 ギラ・ドーガ重装型（アニメ版のみ）
- AMS-129 ギラ・ズール
  - AMS-129 ギラ・ズール（ギルボア・サント機）（アニメ版のみ）
  - AMS-129 ギラ・ズール（親衛隊機）
  - AMS-129 ギラ・ズール（アンジェロ・ザウパー専用機）
  - AMS-129 ギラ・ズール（親衛隊機、キュアロン機）（アニメ版のみ）
  - AMS-129M ゼー・ズール
  - YAMS-130 クラーケ・ズール（漫画『バンデシネ』のみ）
  - YAMS-132 ローゼン・ズール
    - YAMS-132 ローゼン・ズール（現地改修仕様）
- MSN-03 ヤクト・ドーガ（アニメ版のみ）
- MSN-06S シナンジュ・スタイン（小説版のみ）
  - MSN-06S シナンジュ
    - NZ-999 ネオ・ジオング（モビルアーマー）（アニメ版のみ）
- NZ-666 クシャトリヤ
- AMX-003 ガザC
  - AMX-006 ガザD
  - AMX-008 ガ・ゾウム
- AMX-009 ドライセン（アニメ版のみ）
- AMX-011 ザクIII（アニメ版のみ）
- AMX-014 ドーベン・ウルフ（漫画『バンデシネ』のみ）
- AMX-101E シュツルム・ガルス（アニメ版のみ）
- AMX-102 ズサ
- AMX-107 バウ（アニメ版のみ）
  - AMX-107R リバウ （漫画『バンデシネ』のみ）
- MS-12 ギガン（アニメ版のみ）
- MS-21C ドラッツェ（アニメ版のみ）
- MS-14A ゲルググ（アニメ版のみ）
  - MS-14J リゲルグ（アニメ版のみ）
- RMS-108 マラサイ（漫画『バンデシネ Episode:0』のみ）
- RMS-119 アイザック

ジオン残党軍
- AMA-X7 シャンブロ
- AMX-101 ガルスJ（アニメ版のみ）
  - AMX-101K ガルスK
- AMX-109 カプール
- MS-05L ザクI・スナイパータイプ
- MS-06D ザク・デザートタイプ（アニメ版のみ）
  - MS-06D ディザート・ザク
- MS-06FZ ザクII改（アニメ版のみ）
- MS-06K ザクキャノン
- MS-06V ザクタンク（小説版のみ）
  - MS-06V-6 ザクタンク（グリーンマカク）（アニメ版のみ）
- MS-07C-3 グフ（重装型）（OVA版のみ）
- MS-08TX/S イフリート・シュナイド（アニメ版のみ）
- MS-09F/TROP ドム・トローペン
- MS-09G ドワッジ
- MS-14A ゲルググ（漫画『バンデシネ』のみ）
  - MS-14D デザート・ゲルググ（アニメ版のみ）
- MSM-04G ジュアッグ（アニメ版のみ）
- MSM-07 ズゴック（アニメ版のみ）
- MSM-08 ゾゴック（アニメ版のみ）
- RMS-192M ザク・マリナー
- RMS-108 マラサイ（アニメ版のみ）

ジオン共和国（小説版のみ）
- RMS-106 ハイザック
  - RMS-106CS ハイザック・カスタム

### UC-MSV（機動戦士ガンダムUC モビルスーツバリエーション)
ここには、漫画『機動戦士ガンダムUC 星月と『袖付き』と』、『機動戦士ガンダムUC』、『機動戦士ガンダムUC テスタメント』、ゲーム『機動戦士ガンダムUC』、GFTドーム映像『機動戦士ガンダムUC One of Seventy Two』の登場兵器を挙げる。
GFTドーム映像『機動戦士ガンダムUC One of Seventy Two』
- RX-0 ユニコーンガンダム2号機バンシィ（U.C.0095Ver.）
- RX-0 ユニコーンガンダム3号機・フェネクス
- AMX-107R リバウ

ゲーム『機動戦士ガンダムUC』
- RGZ-95 リゼル（ディフェンサーbユニット）
  - RGZ-95C リゼルC型（ディフェンサーaユニット）
- MSN-001 デルタガンダム
  - MSN-001X ガンダムデルタカイ
- RGM-89DEW EWACジェガン
- RGM-89D ジェガンD型 （先行配備機）
- ARX-014P シルヴァ・バレト（ファンネル試験型）
- MSN-06S シナンジュ・スタイン
- AMS-119C ギラ・ドーガ（フル・フロンタル専用機）
- AMS-119 ギラ・ドーガ（アンジェロ・ザウパー専用機）

漫画『機動戦士ガンダムUC 星月と『袖付き』と』
- RX-160S-2 バイアラン・カスタム2号機

### 機動戦士ガンダム U.C.0096 ラスト・サン
アンヴァル
- RIX-001 ガンダムGファースト
  - RIX-001[GA] ガンダムGファーストDX
- RIX-003 キャノンガン
  - RIX-003[GA]  キャノンガンDX
- RIX-00PT GFタンク

新生フレスベルク隊
- MSZ-009BX プロトタイプΖΖガンダム（ナイトロ搭載型）
- RGM-89 ジェガン（フレスベルク隊所属機）

ナイトロ隊
- MRX-007X ザナドゥ
- MRX-011 量産型サイコガンダム
- RX-0 ユニコーンガンダム3号機「フェネクス」

ジオン残党 (メイルメル)
- MS-05B ザクI
- MS-06F ザクII
- ATMS-09R ズオム
- AMX-011 ザクIII

はぐれ残党
- AMX-009 ドライセン
- AMX-107 バウ

ネオ・ジオン残党「袖付き」（ブランダムール隊)
- AMX-014 ドーベン・ウルフ（ブランダムール隊所属機）
- AMX-101 ガルスJ
- AMX-101K ガルスK
- AMX-107R リバウ

ネオ・ジオン残党 「袖付き」
- MS-06W 作業用ザク
- AMX-101E シュツルム・ガルス
- AMS-129 ギラ・ズール（親衛隊仕様機）

### 機動戦士ガンダム Twilight AXIS
ここには、小説『機動戦士ガンダム Twilight AXIS』の登場兵器を挙げる。
マスティマ
- AMX-011S ザクIII改
- AMX-104 R・ジャジャ
- AMA-X4 アハヴァ・アジール

バーナム
- RX-78AN-01 ガンダムAN-01"トリスタン"
  - RX-78KU-01 クレヴェナール （アニメ版のみ）
  - RX-78AN-01FA フェイルノート （漫画版のみ）
- RX-160G バイアラン・イゾルデ
- RGM-89 ジェガン（バーナム所属機）

### 機動戦士ガンダムNT
ここには、アニメーション映画『機動戦士ガンダムNT』の登場兵器を挙げる。
ルオ商会
- RX-9 ナラティブガンダム
  - RX-9/A ナラティブガンダム A装備
  - RX-9/B ナラティブガンダム B装備
  - RX-9/C ナラティブガンダム C装備
- MSK-008 ディジェ

地球連邦軍 (シェザール隊、護衛隊、特別混成艦隊含む)
- RX-0 ユニコーンガンダム3号機 フェネクス
- RAS-96 アンクシャ
- FD-03 グスタフ・カール
- RGM-89 ジェガン
  - RGM-89A2 ジェガンA2型（ゼネラル・レビル配備機）
  - RGM-89D-ESC ジェガンD型 護衛隊仕様
- RGM-96Xs ジェスタ シェザール隊仕様
  - RGM-96Xs ジェスタ シェザール隊仕様（A班装備）
  - RGM-96Xs ジェスタ シェザール隊仕様（B班装備）
  - RGM-96Xs ジェスタ シェザール隊仕様（C班装備）
- RGΖ-95C リゼルC型（ゼネラル・レビル配備機）
- MSN-001A1 デルタプラス （漫画版のみ）

ジオン共和国軍
- MSN-06S-02 シナンジュ・スタイン
  - NZ-999 IIネオ・ジオング （モビルアーマー）
- AMS-129 ギラ・ズール
  - AMS-129 ギラ・ズール（エリク・ユーゴ機）
- AMX-009 ドライセン（漫画版のみ）

ミネバ一派
- ARX-014S  シルヴァ・バレト・サプレッサー

メーティスの防衛隊  （漫画版のみ）
- RMS-106 ハイザック
- RMS-099 リック・ディアス
- MSZ-006A1 ΖプラスA1型

## 機動戦士ガンダム 閃光のハサウェイ
ここには、小説、漫画、劇場版『機動戦士ガンダム 閃光のハサウェイ』の登場兵器を挙げる。
マフティー・ナビーユ・エリン
- RX-105 Ξガンダム
- Me02R メッサー
  - Me02R-F01 メッサーF01型（劇場版のみ）
  - Me02R-F02 メッサーF02型（劇場版のみ）
  - Me02R-F02c メッサーF02型（指揮官機）（劇場版のみ）
  - Me02R-Fc メッサーF型 ネイキッド（指揮官機）（劇場版のみ）

地球連邦軍
- RX-104 オデュッセウスガンダム（ANAHEIM ELECTRONICS GUNDAM HISTORY 2002 CALENDAR）
  - RX-104FF ペーネロペー
- FD-03 グスタフ・カール
  - FD-03-00 グスタフ・カール00型（劇場版のみ）
  - ドーラ・カール（本編未登場）
- RAS-96 アンクシャ （漫画版のみ）
- RGM-89 ジェガン（劇場版のみ）
  - RGM-89Gmh 陸戦用ジェガンA型 マン・ハンター仕様（劇場版のみ）

ハイジャック犯
- ORX-005 ギャプラン（劇場版のみ）

## 機動戦士ガンダムF91
ここには、アニメーション映画『機動戦士ガンダムF91』の登場兵器を挙げる。
地球連邦軍
- F71 Gキャノン
- F91 ガンダムF91
- RGM-89 ジェガン
  - RGM-89J ジェガンノーマルタイプ
  - RGM-89M ジェガンBタイプ
  - RGM-89R ジェガンAタイプ
- RGM-109 ヘビーガン
- RXR-44 (F50D, RX-107) ガンタンクR-44

クロスボーン・バンガード
- XM-01 デナン・ゾン
  - XM-01 デナン・ゾン （ブラックバンガード機）
- XM-02 デナン・ゲー
  - XM-02 デナン・ゲー （ブラックバンガード機）
- XM-03 エビル・S
  - XM-03 エビル・S （ブラックバンガード機）
- XM-04 ベルガ・ダラス
- XM-05 ベルガ・ギロス
  - XM-05 ベルガ・ギロス （ブラックバンガード機）
- XM-06 ダギ・イルス
- XM-07 ビギナ・ギナ
- XMA-01 ラフレシア（モビルアーマー）

### F91-MSV（機動戦士ガンダムF91 モビルスーツバリエーション）
ここには、メカニックデザイン企画『F91-MSV』の登場兵器を挙げる。
地球連邦軍
- F70 キャノンガンダム（プロトタイプGキャノン）
- F71 Gキャノン・パワードウェポンタイプ（重装型、フル装備型）
- F91 ガンダムF91 パワードウェポンタイプ（強化装備型）
  - F91 ガンダムF91 ツインヴェスバータイプ

- RGM-109 ヘビーガン・パワードウェポンタイプ（重装型、フル装備型）
- RXR-44 (F50D, RX-107) ガンタンクR-44・パワードウェポンタイプ（重装型）

クロスボーン・バンガード
- デッサ・タイプ
- XM-05 ベルガ・ギロス・パワードウェポンタイプ（重装型）
- XM-06 ダギ・イルス・パワードウェポンタイプ（強化装備型）
- XM-07B ビギナ・ギナII
- XM-07S ビギナ・ギナ（ベラ・ロナ・スペシャル）

ジオン公国軍
- MS-06MP マニピュレイションシステム装着型ザク

### 機動戦士ガンダムF90
ここには、プラモデル企画『機動戦士ガンダムF90』の登場兵器を挙げる。
地球連邦軍
- F90 (F90I) ガンダムF90 1号機
  - F90 (F90II) ガンダムF90 2号機
  - F90A (F90IA) ガンダムF90アサルトタイプ（長距離侵攻仕様）
  - F90D (F90ID) ガンダムF90デストロイドタイプ（接近戦仕様）
  - F90S (F90IS) ガンダムF90サポートタイプ（長距離支援仕様）
  - F90 ガンダムF90混載装備
- RGM-89ST2 STガン
- AMS-119 ギラ・ドーガ改

オールズモビル（火星独立ジオン軍）
- OMS-06RF RFザク
- OMS-07RF RFグフ
- OMS-09RF RFドム
- OMS-14RF RFゲルググ
- OMS-15RF RFギャン
- OMS-90R ガンダムF90 (火星独立ジオン軍仕様)
- OMAX-03RF RFアッザム（モビルアーマー）
- MA-05 ビグロ（モビルアーマー、SDクラブ版のみ）

アナハイム・エレクトロニクス社
- MSA-120（MSA-0120）（設定のみ）

### 機動戦士ガンダムF90 ファステストフォーミュラ
ここには、漫画『機動戦士ガンダムF90 ファステストフォーミュラ』の登場兵器を挙げる。
地球連邦軍
- F90 (F90I) ガンダムF90 1号機
- F90 (F90II) ガンダムF90 2号機（ロールアウトカラー）
  - F90E (F90IIE) ガンダムF90イーワックタイプ（電子収集仕様）
  - F90S (F90IIS) ガンダムF90サポートタイプ（長距離支援仕様）
  - F90M (F90IIM) ガンダムF90マリンタイプ（水中戦仕様）
- F89 ガンダムF89
- F70 キャノンガンダム
- F71 Gキャノン
  - F71 バズ・ガレムソン専用Gキャノン
- RGM-109 ヘビーガン
- RGM-111 ハーディガン 
  - RGM-111X ヘビーガンII
  - RGM-111Y プロト・ハーディガン
    - RGM-111Y2 Gカスタム

  - RGM-111NR ハーディガン・ナイトレイド
    - RGM-111NR ハーディガン・ナイトレイド（制式型）
- FD-03 グスタ・カール
- RGZ-95C リゼル
- AMS-119S ギラ・ドーガ改
- RGM-87C2 バージムC2型

エグㇺ
- D-50C ロト
- MSA-0120

傭兵集団GBG
- RGM-86R ジムIII
  - RGM-86R-FA フルアーマー・ジムIII
  - RGM-86N ジムIIIエウリュアレ

オールズモビル（火星独立ジオン軍）
- OMS-18ERF RFケンプファー
- OMA-05-2RFN RFグロムリンII（モビルアーマー）
- OMS-1004 ティグリスII

バーナム
- RGM-87CR バージム・マハウス

ランデッガー重工
- RDG-1 アクイラ（設定のみ）
- RDG-2 カルハリウス
- RDG-3 ティグリス

### 機動戦士ガンダムF90クラスター
ここには、漫画『機動戦士ガンダムF90 クラスター』の登場兵器を挙げる。
ダンシネイン
- F80 ガンレイド（木星師団仕様）
- RGM-111BT　ハーディガン・ブリッツクリーク

火星独立ジオン軍
- OMS-90R2 マルスガンダム（鹵獲F90コピー機）
- OMS-01RFN　RF高速機動型ザク

### 機動戦士ガンダムF90（バリエーション）
ここには、『機動戦士ガンダムF90』に本編に登場するものとしないもの全てのH・P・Sを挙げる。
地球連邦軍
- F90 (F90I) ガンダムF90
  - F90A (F90IA) ガンダムF90アサルトタイプ（長距離侵攻仕様）
  - F90D (F90ID) ガンダムF90デストロイドタイプ（接近戦仕様）
  - F90S (F90IS) ガンダムF90サポートタイプ（長距離支援仕様）
  - F90E (F90IE) ガンダムF90イーワックタイプ（電子収集仕様）
  - F90H (F90IH) ガンダムF90ホバータイプ（局地戦仕様）
  - F90M (F90IM) ガンダムF90マリンタイプ（水中戦仕様）
  - F90P (F90IP) ガンダムF90プランジタイプ（大気圏突入仕様）
  - F90V (F90IV) ガンダムF90ヴェスバータイプ（新型火器試験仕様）
  - F90 ガンダムF90各部オプションアーマメント装着タイプ
  - OMS-90R ガンダムF90(火星独立ジオン軍仕様)
- F90II (F90II) ガンダムF90II
  - F90I (F90III) ガンダムF90IIインターセプトタイプ（迎撃追撃仕様）
  - F90J (F90IIJ) ガンダムF90IIJタイプ
  - F90L (F90IIL) ガンダムF90IIロングレンジタイプ（長距離狙撃仕様）
  - （F90およびF90IIの装備はそれぞれどちらの機体にも装備可能）
- F90III (F90III) ガンダムF90III
  - F90Y (F90IIIY)クラスターガンダム

### 機動戦士ガンダムF91 フォーミュラー戦記0122
ここには、コンピュータゲーム『機動戦士ガンダムF91 フォーミュラー戦記0122』の登場兵器を挙げる。
地球連邦軍
- F90 (F90I) ガンダムF90
  - F90A (F90IA) ガンダムF90アサルトタイプ（長距離侵攻仕様）
  - F90D (F90ID) ガンダムF90デストロイドタイプ（接近戦仕様）
  - F90H (F90IH) ガンダムF90ホバータイプ（局地戦仕様）（ガンダムマガジン漫画版のみ）
  - F90P (F90IP) ガンダムF90プランジタイプ（大気圏突入仕様）
  - F90V (F90IV) ガンダムF90ヴェスバータイプ（新型火器試験仕様）
- F91 ガンダムF91

オールズモビル
- OMS-06RF RFザク
  - OMS-06RF RFザク(指揮官用)
- OMS-07RF RFグフ
- OMS-09RF RFドム
  - OMS-09DRF RFデザート・ドム
  - OMS-09SRF RFスノー・ドム
- OMS-14RF RFゲルググ
  - OMS-14RF RFゲルググ(指揮官用)
  - OMS-14RF RFアカゲルググ
  - OMS-14SRF RFゲルググ（シャルル・ロウチェスター専用機）
- OMSM-07RF RFズゴック
- OMAX-01 グランザム（モビルアーマー、本編未登場）

### 機動戦士ガンダム シルエットフォーミュラ91
ここには、プラモデル企画『機動戦士ガンダム シルエットフォーミュラ91』の登場兵器を挙げる。
アナハイム・エレクトロニクス社/地球連邦軍
- AMS-119 ギラ・ドーガ
- F71B Gキャノン・マグナ
  - F71B type SD Gキャノン・スーパーデストロイ（本編未登場）
- RGM-111 ハーディガン
  - RGM-111BD ハーディガン・ブリッツクリーク（本編未登場）
  - RGM-111NR ハーディガン・ナイトレイド（本編未登場）
- RXF-91 シルエットガンダム
  - RXF-91A シルエットガンダム改（本編未登場）
- RX-99 (AFX-9000) ネオガンダム

クロスボーン・バンガード
- XM-01 デナン・ゾン (デス・ガンズ隊機)
- XM-01 デナン・ゾン ダークタイガー隊仕様
- XM-05B ベルガ・バルス
- XM-07G ビギナ・ゼラ
- XM-07G type FTE ビギナ・ゼラ・アインツェルカンプ（本編未登場）

サナリィ
- F90IIIY (F90Y) クラスターガンダム
  - F90Y改（設定のみ）

## 機動戦士クロスボーン・ガンダムシリーズ

### 機動戦士クロスボーン・ガンダム
ここには、漫画『機動戦士クロスボーン・ガンダム』登場兵器を挙げる。
クロスボーン・バンガード
- XM-X (F97) クロスボーン・ガンダム
  - XM-X1 クロスボーン・ガンダムX1
    - XM-X1 Kai クロスボーン・ガンダムX1改

  - XM-X2 クロスボーン・ガンダムX2
  - XM-X3 クロスボーン・ガンダムX3
- XM-10 フリント
- ゾンド・ゲー
- EMS-06 バタラ（クロスボーン・バンガード仕様）
- EMS-10 ペズ・バタラ（クロスボーン・バンガード仕様）

地球連邦軍
- F91 量産型ガンダムF91
  - F91 量産型ガンダムF91（ハリソン・マディン専用機）
- RB-133 133式ボール

木星帝国
- EMS-06 バタラ
  - EMS-06 バタラ（バーンズ・ガーンズバック専用機）
  - ディオナ
- EMS-07 エレバド
- EMS-09 ヴァゴン
- EMS-10 ペズ・バタラ
- EMS-VSX1 クァバーゼ
  - EMS-VSX1-C 量産型クァバーゼ
- EMS-VSX2 アビジョ
- EMS-VSX3 トトゥガ
- XM-X2 クロスボーン・ガンダムX2
  - XM-X2ex クロスボーン・ガンダムX2改
- EMA-04 エレファンテ（モビルアーマー）
- EMA-06 エレゴレラ（モビルアーマー）
- EMA-03 カングリジョ（モビルアーマー）
- EMA-07 ノーティラス（モビルアーマー）
- EMA-10 ディビニダド（モビルアーマー）

コロニー軍
- MS-006 ザクラオ

### 機動戦士クロスボーン・ガンダム スカルハート
ここには、漫画『機動戦士クロスボーン・ガンダム スカルハート』登場兵器を挙げる。
クロスボーン・バンガード
- XM-X1 Kai Kai クロスボーン・ガンダムX1改・改（スカルハート）

地球連邦軍
- 改造型ボール（Bガンダム）
- F91 量産型ガンダムF91 (ハリソン・マディン専用機)

木星帝国軍残党
- EMS-06-P アラナ・バタラ
- EMS-12 アラナ
- アマクサ（バイオ脳搭載機）

木星船団
- ガンプ

ジオン公国軍残党
- MS-06MS バルブス

### 機動戦士クロスボーン・ガンダム 鋼鉄の7人
ここには、漫画『機動戦士クロスボーン・ガンダム 鋼鉄の7人』登場兵器を挙げる。
クロスボーン・バンガード
- XM-X1 Kai Kai クロスボーン・ガンダムX1改・改（スカルハート）
  - XM-X1C クロスボーン・ガンダムX1パッチワーク
  - XM-X1 クロスボーン・ガンダムX1フルクロス

サナリィ
- F99 レコードブレイカー
- F90 ガンダムF90 インターセプトタイプ（木星決戦仕様）
- XM-07B ビギナ・ギナII（木星決戦仕様）
- バーラ・トトゥガ（木星帝国の鹵獲MSの改良機）
- アラナ・アビジョ（木星帝国の鹵獲MSの改良機）
- アンヘル・ディオナ（木星決戦仕様）（木星帝国の鹵獲MSの改良機）

アナハイム・エレクトロニクス社
- スピードキング（サナリィ側名称：イカロス）

地球連邦軍
- RGM-119 ジェムズガン

木星帝国
- コルニグス
- ディキトゥス
  - ユーリディス・シニストラ・ディキトゥス
  - リーベルダス・デクストラ・ディキトゥス
- エルコプテ（モビルアーマー）
- EMS-06 バタラ
- EMS-10 ペズ・バタラ
- EMS-12 アラナ（有人機）
- アマクサ
- アンヘル・ディオナ
- モノボール

### 機動戦士クロスボーン・ガンダム ゴースト
ここには、漫画『機動戦士クロスボーン・ガンダム ゴースト』登場兵器を挙げる。
蛇の足（セルビエンテ・タコーン）
- XM-X0 クロスボーン・ガンダムX-0
  - XM-X0 クロスボーン・ガンダムX-0 フルクロス
- MS-06F ザクII（グランパ）
- JMS-06 ドク・オック (バタラ)
  - JMS-06 バタラ・ハードローラー
- EMS-TC02 ファントム
  - XM-XX ゴーストガンダム
- EMS-TC04 デスフィズ
  - EMS-TC04 Kai デスフィズ・モール

木星共和国 (サーカス部隊含む)
- EMS-TC01 ラロ
- EMS-TC03 バイラリナ
- EMS-TC04 デスフィズ
  - EMS-TC04 Kai デスフィズ・モール
- EMS-TC05 ガラハド
- EMS-TC06 バンゾ
- EMS-TC07 グレゴ
- EMS-TCG01 キルジャルグ
- EMS-TC-M01 カルメロ
- EMS-TCMS01 エスピラル
- EMA-10 ディビニダド（モビルアーマー）
- パピヨン（モビルクルーザー）

リガ・ミリティア (リア・シュラク隊)
- LM312V04  Vガンダム (リア・シュラク隊仕様)
  - LM312V06 Vガンダムヘキサ (リア・シュラク隊仕様)
- RGM-122 ジャベリン
- RGM-109M5 ヘビーガン（マケドニア仕様）
- LM111E02 ガンイージ
  - LM111E03 ガンブラスター

ザンスカール帝国(ゴールデン・エッグス、エル・ザンスカール帝国含む）
- ZM-GE-03 ジョング
- ZM-S06S ゾロアット
- ZM-S08G ゾロ
- ZM-D11S アビゴル
- ZMT-D15M ガルグイユ
- ZMT-XXG ビブロンス（型番未収得テスト機）
- ZM-S24S ゲドラフ
- EZM-S01 ミダス
- ZM-A05G リカール（モビルアーマー）
- ZM-A30S ビルケナウ（モビルアーマー）
  - ZM-A30S キゾ専用ビルケナウ（モビルアーマー）
- MW544B サンドージュ（モビルワーカー）
- EZMA-S01 カオスレル（モビルアーマー）
- ZMT-S28S ゲンガオゾ
- ZMT-S29S ザンネック

### 機動戦士クロスボーン・ガンダム DUST
ここには、漫画『機動戦士クロスボーン・ガンダム DUST』登場兵器を挙げる。
無敵運送
- アンカー
  - アンカーV2
  - アンカーV3
  - アンカーV4
- チャッペ
- クレイン
- ビクトリー・イージー
- JMSX-13 クロスボーン・ガンダムX13
  - JMSX-13 クロスボーン・ガンダムX13改
- ブラン・ファントム
- ヴェルダン
- F89・カスタム
- グラ・ディアス
- ガナビィ
- カルメン
- ガザ・レイ

タガナス
- JMS-W04 ウォズモ

キュクロープス
- ファントムV2
  - ファントムV2改
- CRX-007 ヴォルケーノ
- CRX-139 ハンブラ-B
- CRX-044 アッシマック
- CRGM-119 ジェムズガン改
  - CRGM-119[SS] ショートショルダー改
- ノエル・レイス
- ヘカトン・ゲイル（モビルアーマー）

地球連邦軍
- RGM-119[SS] ショートショルダー（ジェムズガン現地改修型コロニー市街戦仕様）

ムーンムーン
- オーテングー
- ミガッサ
- ムラサメ（MRX-009 サイコガンダム）

黒い狐団
- RX-160 バイアラン（ガンダムフェイス）
- RMS-108 マラサイ改

ブレイカーズ
- アドマモス
- マトマーシュ
- ビアッゴ
- ヴェテラーノ
- RMS-112R マガツキ改

ザビ・ジオン
- ガブレロ
- サンドードック

讃美歌の国
- ヴァケ・ザム
- カングラザム （モビルアーマー）
- バロック
  - バロック改
  - バロック改・改
  - メルト・バロック（モビルアーマー）
- ビガン
- ケトル・ゾン

サーカス
- バイラリナ・マス
- 量産型デスフィズ
- 量産型ガラハド
- 量産型バンゾ

サナリィ
- F89 ガンダムF89（小型MS開発技術検証試作機）

フロンティアIV
- G・G
- R・G/ B・G

その他
- MSM-07 ズゴック宇宙型
- MSM-10 ゾック宇宙型
- キャノン・ボール

### 機動戦士クロスボーン・ガンダム X-11
ここには、漫画『機動戦士クロスボーン・ガンダム X-11』登場兵器を挙げる。
木星共和国 (蛇の足（セルピエンテ・タコーン）)
- JMSX-11 クロスボーン・ガンダムX11

木星共和国 (オリンポスの下僕)
- JMSX-12 X12
- EMA-11 シュヴァイン
- JMS-09 ヌエボ・アラナ
- JMS-W04 ウォズモ（戦闘用）
- アマクサ

### 機動戦士クロスボーン・ガンダム LOVE & PIECE
ここには、漫画『機動戦士クロスボーン・ガンダム LOVE & PIECE』登場兵器を挙げる。
無敵運送
- アンカーV4
- グラ・ディアス

キュクロープス
- JMSX-13 クロスボーン・ガンダムX-13ハーフクロス
- ファントムV2

ネオ・ザンスカール
- ZM-S06S ゾロアット
- ZM-S21G ブルッケング

ネオ・バビロニア

## 機動戦士Vガンダム
ここには、テレビアニメ版、漫画版『機動戦士Vガンダム』の登場兵器を挙げる。
リガ・ミリティア
- LM111E02 ガンイージ
  - LM111E03 ガンブラスター
- LM312V04 Vガンダム
  - LM312V04+SD-VB03A Vダッシュガンダム
  - LM312V06 Vガンダムヘキサ
  - LM312V06+SD-VB03A Vダッシュガンダムヘキサ
- 騎士Vガンダム （漫画版のみ）
- LM313V10 セカンドV（小説版のみ）
- LM314V21 V2ガンダム
  - LM314V23 V2バスターガンダム
  - LM314V24 V2アサルトガンダム
  - LM314V23/24 V2アサルトバスターガンダム
- ZM-S06S ゾロアット（リガ・ミリティア仕様）

地球連邦軍
- RGM-119 ジェムズガン
- RGM-122 ジャベリン
- ジェイブス（小説版のみ）

ザンスカール帝国（ベスパ、イエロージャケット）
- ZMT-A03G ガリクソン（モビルアーマー）
- ZM-A05G リカール（モビルアーマー）
- ZM-S06S ゾロアット
  - ZM-S06G ゾリディア
- ZM-S08G ゾロ
  - ZM-S08GC ゾロ (クロノクル・アシャー専用機)
  - ZM-S08GC ゾロ改
- ZM-S09G トムリアット
  - ZM-S27G ドムットリア
- ZM-D11S アビゴル
- ZMT-S13G ゴッゾーラ
- ZMT-S14S コンティオ
  - ビヒモス （漫画版のみ）
  - ZMT-S34S リグ・コンティオ
- ZMT-D15M ガルグイユ
- ZMT-S16G メッメドーザ
- ZM-S19S シャイターン
  - ギギム（ギンザエフ大尉専用機）
- ZM-S20S ジャバコ
- ZM-S21G ブルッケング
- ZMT-S12G シャッコー
  - ZM-S22S リグ・シャッコー
  - ZM-S22SC リグ・シャッコー（近衛師団仕様）
  - リグ・シャッコー（サンダーインパルス隊仕様）
- ZM-S24G ゲドラフ
- ZMT-S28S ゲンガオゾ
- ZMT-S29S ザンネック
  - ザンコック（本編未登場）
- ZMT-A30S ビルケナウ（モビルアーマー）
- ZMT-A31S/M ドッゴーラ（モビルアーマー）
  - ドッゴーラ改（モビルアーマー） （漫画版のみ）
- ZMT-S33S ゴトラタン

その他
- RGM-109-M5 ヘビーガン（マケドニア仕様）
- MW544B サンドージュ（モビルワーカー）
- ギガシィ

### 機動戦士Vガンダム ニューモビルスーツバリエーション
ここには、メカニックデザイン企画『機動戦士Vガンダム ニューモビルスーツバリエーション』の登場兵器を挙げる。
リガ・ミリティア
- ガンイージ系
  - LM111E02 ガンイージ（プロトタイプ）
  - LM111E02 ガンイージ（初期生産型）
  - LM111E02 ガンイージ（増備型）
  - LM111E02 ガンイージ（後期量産型）
  - LM111E02 ガンイージ（陸戦型）

地球連邦軍
- ジェムズガン系
  - RGM-119 ジェムズガン初期量産型
  - RGM-119D ジェムズガン(砂漠用)
- ジャベリン系
  - RGM-122 プロトタイプ・ジャベリン
  - RGM-122 ジャベリン（初期生産型）
  - RGM-122C ジャベリン・キャノン

ザンスカール帝国（ベスパ、イエロージャケット）
- ゾロアット系
  - ZM-S06S ゾロアット初期生産型
  - ZMT-S06GD ゾリディアデザート
  - ZMT-S06G ゾロローター
- ZM-S08G ゾロ（先行量産試験型）
- ZM-S09GE トムリアット偵察型（ブラックウィドウ隊所属機）
- ZMT-S14S コンティオ（初期生産型）
- ZM-S19S シャイターン（近衛師団仕様）

### 機動戦士Vガンダム外伝
ここには、漫画『機動戦士Vガンダム外伝』の登場兵器を挙げる。
木星船団
- ガンプ
- バディ
- LM312V04+SD-VB03A Vダッシュガンダム
- LM314V21 V2ガンダム（ダンディ・ライオン仕様）

ザンスカール帝国（ベスパ・特務部隊）
- ZM-GE-03 ジョング
- ZM-S06S ゾロアット（特務部隊仕様）

## ガイア・ギア
ここには、小説『ガイア・ギア』の登場兵器を挙げる。
メタトロン（ズィー・ジオン・オーガニゼーション）
- α000-0001 ガイア・ギアα（アルパ）
  - ガイア・ギア試作機（本編未登場）
  - ガイア・ギア雷電（本編未登場）
  - ガイヤス
- RX-110 ゾーリン・ソール
- ドハディ
  - ドハディDh-3b

地球連邦軍（マハ）
- UM-190A ガウッサ
  - UM-190B.I ガウッサ
  - UM-190B.II ガウッサ
- ブロン・テクスター（ウル・ウリアン搭乗機/レイラ・セイバー搭乗機）
  - ブロン・テクスター量産型
  - ブロン・テクスター改良型
- ギッズ・ギース

地球連邦軍
- ORX-005 (ORX-05, CRX-005) ギャプラン（可変モビルアーマー）
- RX-110 ゾーリン・ソール
- UM-190A ガウッサ

## G-SAVIOUR
ここには、特撮テレビ映画『G-SAVIOUR』の登場兵器を挙げる。
イルミナーティ
- F-SAVIOUR Fセイバー（設定のみ）
- G-SAVIOUR Gセイバー
  - Gセイバースペースモード
  - Gセイバーテラインモード
  - Gセイバーテラインモードホバータイプ
- G2-SAVIOUR G2セイバー（本編未登場）
- I-SAVIOUR イリュージョン

サイド・ガイア（サイド8）
- RGM-196 フリーダム

セツルメント国家議会軍
- CAMS-13 レイ
  - CAMW-13 MWレイ（モビルウェポン）
- CCMS-03 ブグ

リグ（大西洋深海農業研究施設）
- MMS-DS209 グッピー

### G-SAVIOUR（ゲーム）
ここには、コンピュータゲーム『G-SAVIOUR』の登場兵器を挙げる。
イルミナーティ
- G3-SAVIOUR G3セイバー
- J-SAVIOUR Jセイバー

セツルメント国家議会軍
- CCMS-03 ブグ
  - CCMS-03 ブグ2
  - CCMS-03 ブグ2初期生産型（リチャード・ライト専用ブグ2）
- CCMS-04 スピアヘッド
  - CCMS-04 スピアヘッド後期生産型
  - CCMS-04 スピアヘッドタイプB
  - CCMS-04 スピアヘッドタイプC
- CAMS-14 レイド
  - CAMS-14 レイド（雪原迷彩色）
  - CAMW-14 MWレイド（モビルウェポン）
- CAMS-15 レイブン

## GUNDAM Mission to the Rise
ここには、短編アニメ『GUNDAM Mission to the Rise』の登場機動兵器を挙げる。
ロートス
- 新生ガンダム
- RX-78 ガンダム

ジオン公国軍
- 新生ザク
- MS-06 ザクII

## リング・オブ・ガンダム
ここには、短編アニメ『リング・オブ・ガンダム』の登場機動兵器を挙げる。
エクス
- RX-78-2 ガンダム

地球連邦軍
- 骸骨モビルスーツ
  - 骸骨モビルスーツ（グレン機）

## 機動戦士ガンダム U.C. ENGAGE
ここには、スマートフォンゲームアプリ『機動戦士ガンダム U.C. ENGAGE』の登場機動兵器を挙げる。
- RX-78 MS00Z / ORX-00Z エンゲージゼロ
  - RX-78 MS00Z エンゲージガンダム
- RGM-89NT-1 ロズウェル・ジェガン
- 高機動型ケンプファー
- MST-99 九十九式
  - MST-99A 強襲用九十九式
- AMX-011P ザクIIIサイコミュ装備型
- AMX-004G マグナ・マーテル
- ディジェ・アサルトパッケージ
- NRX-044BZ ムーシカ
- XM-05 ベルガ・ギロス ジレ・クリューガー専用機
- ORX-005 ギャプラン・トレーナー
- RX-110B ガブスレイβ
- MS-07H-6 グフ・ホバータイプ
- MSN-001Y ガンダムデルタアンス
- RGM-79SQ ジム・シューター
- RX-79[G]F スライフレイル
- RGM-89H ジェガンH型
- MS-14L ゲルググL